# System oznaczeń kodowych Royal Air Force

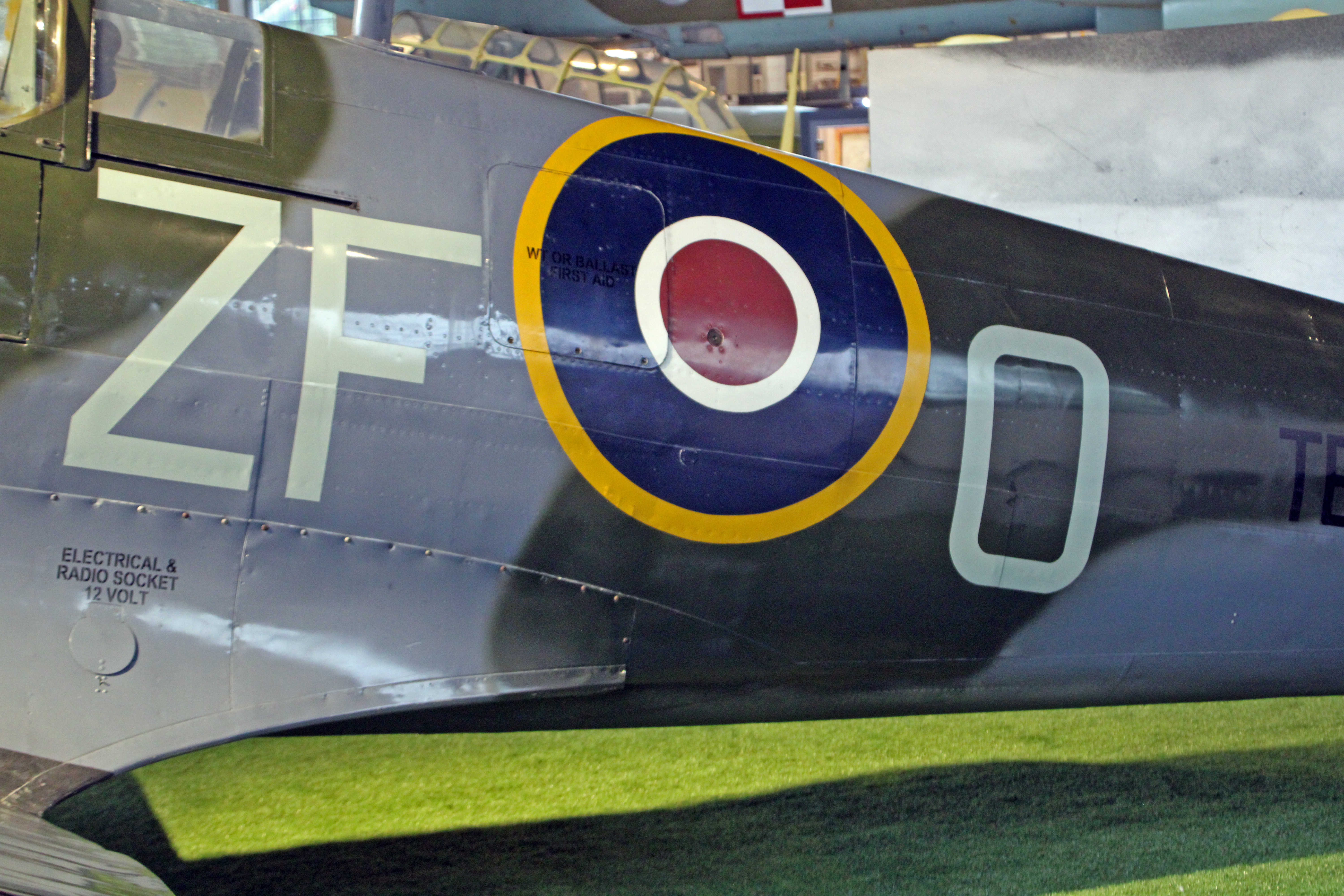
Oznaczenie kodowe dywizjonu 308 na samolocie Supermarine Spitfire

System oznaczeń kodowych Royal Air Force – system wizualnej identyfikacji samolotów Royal Air Force i maszyn aliantów operujących z terenu Wielkiej Brytanii. Oznaczenie to było malowane po obu stronach kadłuba samolotu, w połączeniu z indywidualną literą, służyło do szybkiego rozpoznania przynależności maszyny do konkretnej jednostki. 

## Historia

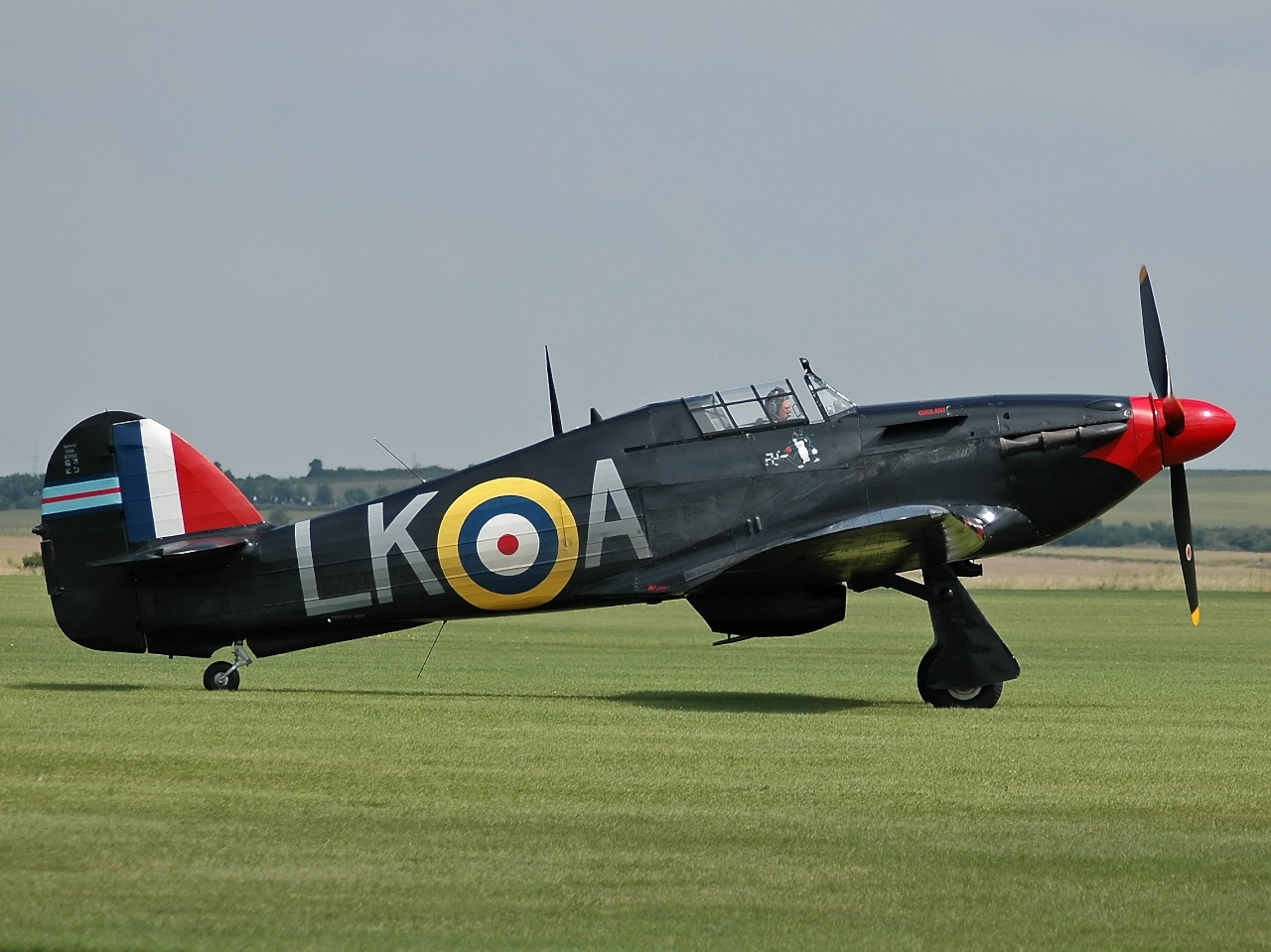
Hawker Hurricane z oznaczeniem przynależności do 87 dywizjonu RAF

Royal Air Force zainicjował stosowanie dwuliterowego systemu oznaczeń kodowych jednostek lotniczych w 1938 r. tuż po układzie w Monachium. Nowo przyjęty sposób identyfikacji zastąpił dotychczas stosowany system oznaczeń graficznych. Po wybuchu II wojny światowej stosowany system został rozszerzony na jednostki lotnicze Wspólnoty Narodów oraz dywizjony alianckie z krajów okupowanych przez III Rzeszę (m.in. polskie, czechosłowackie czy francuskie). Wejście do działań bojowych w Europie Sił Powietrznych Armii Stanów Zjednoczonych (USAAF) spowodowało rozciągnięcie systemu brytyjskich oznaczeń na jednostki amerykańskie. Również jednostki USAAF operujące na śródziemnomorskim teatrze działań stosowały brytyjski system oznaczeń kodowych. Od 1943 r., z powodu wyczerpywania się dwuliterowych kombinacji, wprowadzono do użycia dwuznakowe oznaczenia zawierające kombinacje liter i cyfr oraz kombinacje trzyznakowe. W przypadku jednostek szkolnych planowano wprowadzić zamiennie system oznaczeń numerycznych, gdzie literom przypisano wartości liczbowe: 0 = A, 1 = B, 2 = C, 3 = D, 4 = E, 5 = F, 6 = G, 7 = H itd. Ostatecznie zrezygnowano z tego zamysłu, maszyny szkolne nosiły oznaczenia zgodne z ogólnym systemem. 
Samoloty wykonujące loty transportowe na potrzeby cywilnej kontroli ruchu lotniczego w końcowym okresie II wojny światowej w Europie nosiły czteroliterowe oznaczenia wywoławcze. Pierwsza litera – O – oznaczała samolot podlegający RAF, druga identyfikowała typ samolotu (np. X dla Vickers Warwick, H dla Handley Page Halifax), trzecia identyfikowała jednostkę (np. w przypadku dywizjonu 301 była to litera T, później D). Czwarta litera identyfikowała konkretny samolot i był zgodna z literą indywidualną maszyny w dywizjonie. Zgodnie z tym systemem Vickers Warwick GR-A z dywizjonu 301 miał przemalowane oznaczenie na OXTA.

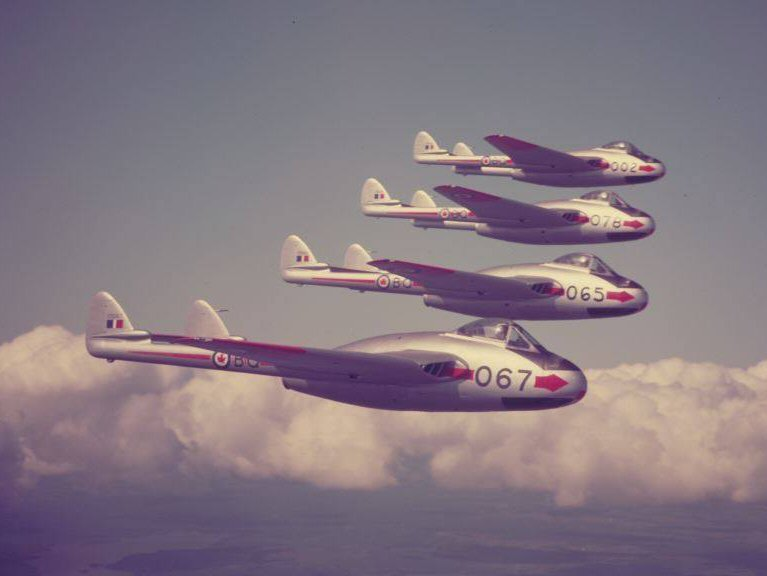
de Havilland Vampire z oznaczeniami 438 dywizjonu RCAF

Po zakończeniu II wojny światowej RAF nadal stosował sprawdzony system literowych oznaczeń jednostek, został on również utrzymany w Królewskich Kanadyjskich Siłach Powietrznych (RCAF) i kilku europejskich siłach powietrznych. M.in. belgijski dywizjon 350 po przejściu do Belgijskich Sił Powietrznych zachował oznaczenie kodowe MN nadane mu podczas II wojny światowej.
Zmiany zachodzące w późniejszym okresie w brytyjskim lotnictwie wojskowym powodowały ewolucję tego systemu i dostosowanie go do aktualnej ilości jednostek pozostających w służbie czynnej. Od 1950 r. odchodzono od dotychczasowego systemu oznaczeń. Stopniowo przechodzono na system oznaczeń jednoznakowych, z dopuszczeniem powtarzalności, następnie powrócono do przedwojennego systemu godeł jednostek. W 1957 r. stosowanie systemu oznaczeń alfanumerycznych, mającego tradycję od 1938 r., zostało zakończone.
Oznaczenia jednostek malowane na kadłubach samolotów często dawały początek nieoficjalnym i żartobliwym przydomkom nadawanym poszczególnym dywizjonom. W Polskich Siłach Powietrznych piloci dywizjonu 303 zwyczajowo byli nazywani „Rafałkami” od liter RF, nazwa „Zefirki” przylgnęła do lotników z dywizjonu 308, który używał oznaczenia ZF. O dywizjonie 316 mówiono „Szakale” lub „Szewcy” od liter SZ. Litery indywidualne samolotów były również podstawą do nadawania im unikalnych nazw. Janusz Meissner przedstawił to w swojej książce Żądło Genowefy oraz w stanowiącej jej kontynuację L jak Lucy. 

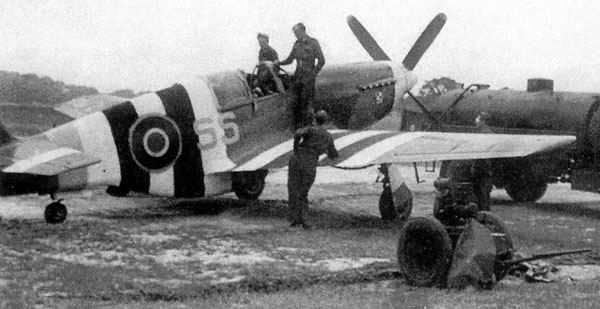
Mustang Stanisława Skalskiego z indywidualnym oznaczeniem SS

Litery indywidualne maszyn nie były powiązane z przydziałem do poszczególnych eskadr. Fakt sztywnego przydziału eskadrom zakresu literowego jest udokumentowany jedynie w dywizjonie 302, gdzie eskadra A używała liter od A do K a eskadra B od M do Z. Dowódca dywizjonu 302 zwyczajowo latał na maszynie oznaczonej literą L (jak „Leader”). W innych dywizjonach dowódcy wybierali maszyny według własnego uznania (np. Bohdan Arct latał na samolocie z literą indywidualną A jak Arct, Jan Zumbach chętnie  pilotował maszynę z literą D jak Donald). Również szeregowi piloci mieli swoje upodobania, np. Tadeusz Schiele walczył najczęściej na maszynie z literą H (H jak Haberbusch). Oficerowie mający stopień Wing Commandera i wyższy mieli prawo oznaczania swoich samolotów w wybrany przez siebie sposób. Pod koniec wojny utarł się zwyczaj stosowania inicjałów imienia i nazwiska, dlatego też Wing Commander T. S. Wilkinson latał na maszynie z oznaczeniem TSW, Mustang Stanisława Skalskiego nosił oznaczenie SS, a samolot Tadeusza Rolskiego miał znaki TR. Wielu pilotów brytyjskich używało swojego imienia albo przezwiska (np. samolot Ala Deere’a miał indywidualne oznaczenie AL, a maszyna którą pilotował W.A. „Tiny” Nel – WATN); a np. niektórzy Czesi używali pierwszych dwóch liter nazwiska (VY – Tomáš Vybíral).

## Malowanie oznaczeń

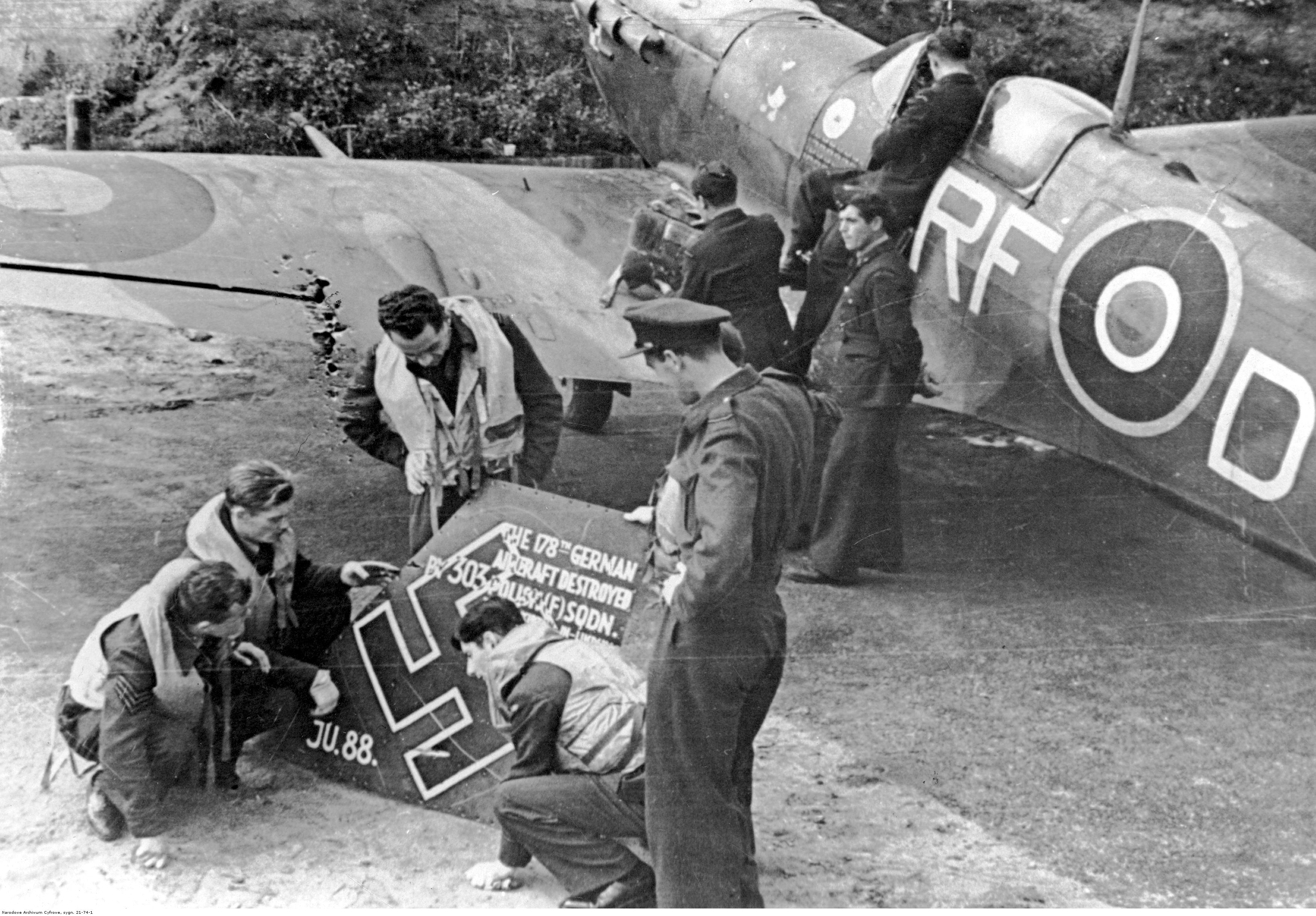
Spitfire RF-D Jana Zumbacha

Oznaczenie kodowe jednostki malowano na tylnej części kadłuba przed kokardą RAF, za nią umieszczano literę identyfikującą konkretną maszynę. W lotnictwie myśliwskim oznaczenia malowano w kolorze jasnoszarym, w lotnictwie bombowym początkowo również stosowano kolor jasnoszary. Przesunięcie bombowców RAF do działań nocnych spowodowało zastosowanie do malowania oznaczeń koloru ciemno czerwonego, w tym kolorze malowano również oznaczenia nocnych myśliwców. Samoloty Costal Command miały oznaczenia naniesione w kolorze białym. 

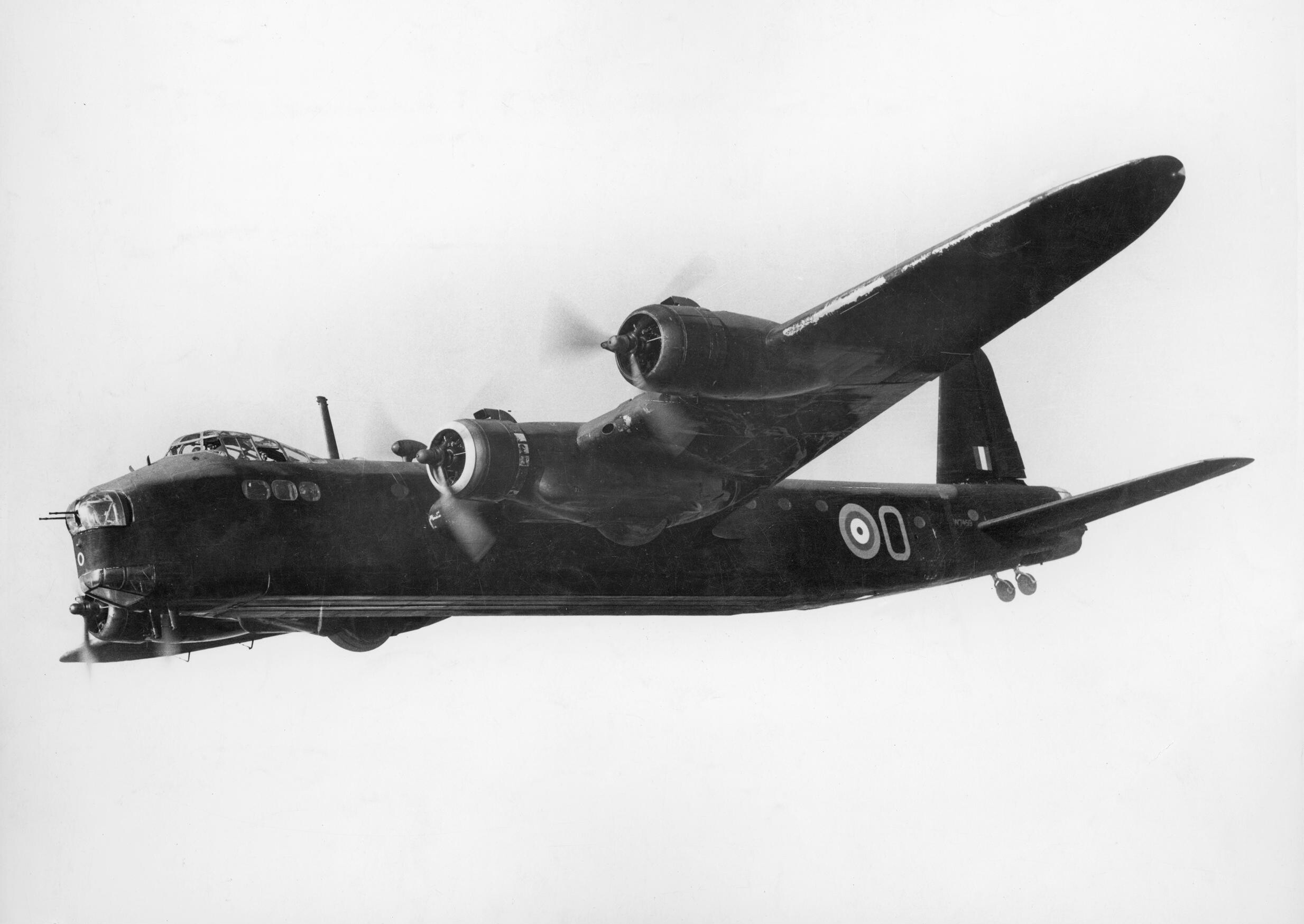
Short Stirling Mk.I z 1651 Heavy Conversion Unit z literą indywidualną O powtórzoną na nosie maszyny

Dla ułatwienia pracy personelowi naziemnemu indywidualną literę samolotu malowano tak aby była widoczna podczas podchodzenia do maszyny z przodu. W przypadku maszyn jednosilnikowych była to przednia części osłony silnika, w przypadku wielosilnikowych nos kadłuba. Litera indywidualna na boku kadłuba była tej samej wielkości co litery oznaczające jednostkę i miała ten sam kolor. W jednostkach współpracujących z wojskami lądowymi literę indywidualną w dużym rozmiarze malowano dodatkowo na dolnej powierzchni płata kolorem czarnym, tak aby była widoczna dla obserwatora naziemnego.

## Oznaczenia przydzielone jednostkom RAF

### Dywizjony

#### 1-199
Dywizjony RAF, z których wiele było pierwotnie jednostkami Royal Flying Corps sprzed kwietnia 1918 roku.

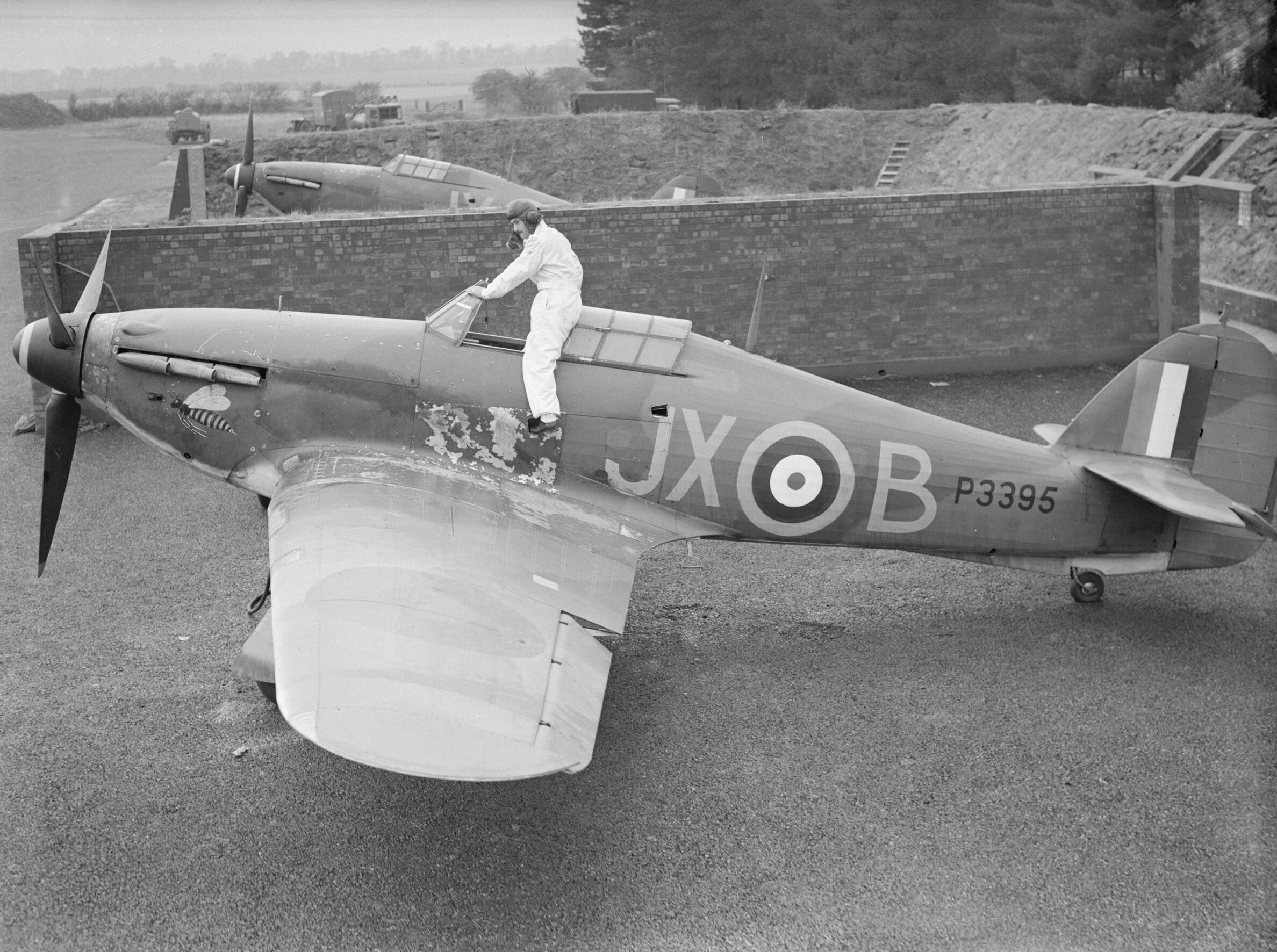
Hawker Hurricane z dywizjonu 1 w 1940 r.

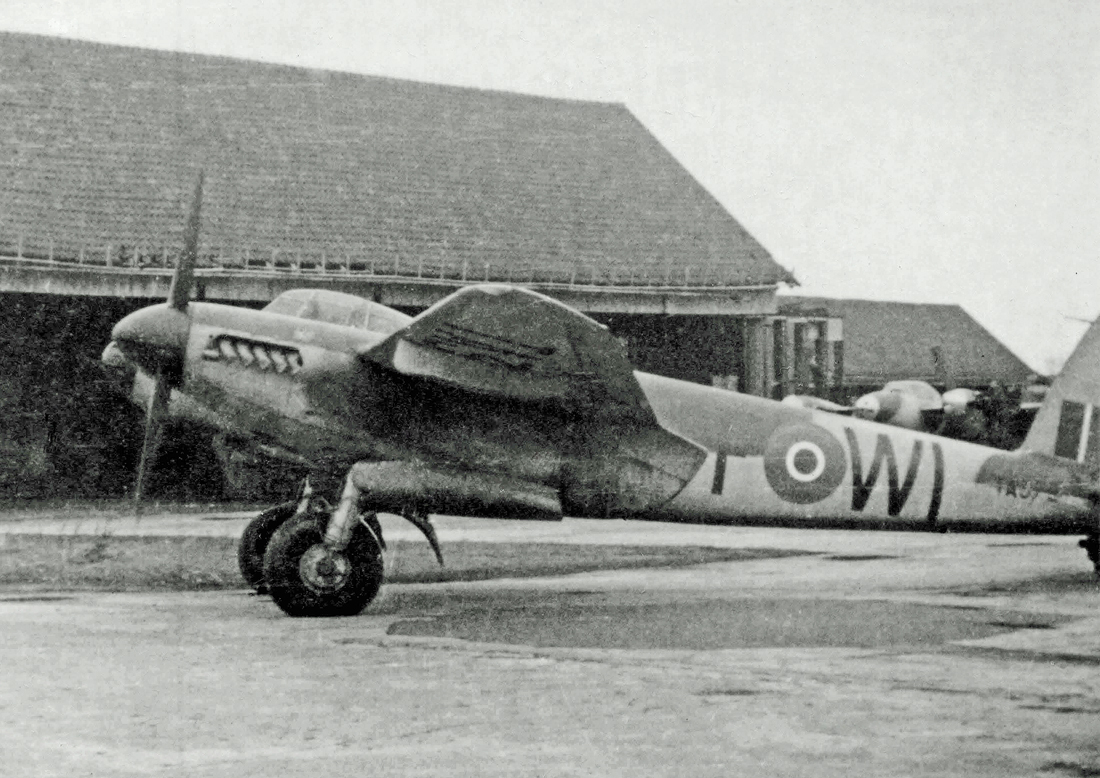
de Havilland Mosquito FB.VI o znakach WI-T z dywizjonu 69

| Dywizjon | Oznaczenie kodowe, okres stosowania, typ samolotu |
| 1        | JX – IX.1939-1950, Hawker Hurricane, Supermarine Spitfire, Gloster Meteor, Harvard, Airspeed Oxford |
| 2        | KO – IX.1939-III.1941, Westland Lysander, P-40 Tomahawk OI – 1945, Supermarine Spitfire, Gloster Meteor XV – 1941-1942, Westland Lysander, P-40 Tomahawk, North American P-51 Mustang |
| 3        | JF – V.1944-III.1948, Hawker Tempest J5 – IV.1948-V.1949, de Havilland Vampire QO – IX.1939-V.1944, Hawker Hurricane, Hawker Typhoon, Hawker Tempest |
| 4        | NC – 1945-1948, de Havilland Mosquito TV – 1939-1942, Westland Lysander, North American P-51 Mustang UP – 1945-1947, de Havilland Mosquito, de Havilland Vampire |
| 5        | 7B – XIII.1943, Miles M.25 Martinet, Supermarine Spitfire, Bristol Beaufighter OQ – IX.1939-VIII.1947, Hawker Hart, Hawker Tempest |
| 6        | JV – IX.1939-1946, Hawker Hart, Gloster Gauntlet, Gloster Gladiator |
| 7        | MG – 1940-VIII.1949, Short Stirling, Avro Lancaster, Avro Lincoln XU – VI.1943 (Eskadra "C") |
| 8        | HV – okres nieznany, Bristol Blenheim |
| 9        | WS – IX.1939-IV.1941, Vickers Wellington, Avro Lancaster, Avro Lincoln, Airspeed Oxford |
| 10       | ZA – IX.1939-V.1945, Handley Page Halifax, Douglas DC-3 |
| 11       | EX – X.1948-1951, de Havilland Vampire |
| 12       | QE – IV.1939 PH – IX.1939-IV.1951 GZ – XI.1942-VII.1946 |
| 13       | AN – 1939 OO – IX.1939-IX.1942, Westland Lysander, Bristol Blenheim |
| 14       | CX – IX.1944-VI.1945, IV.1946-II.1951, Vickers Wellington, de Havilland Mosquito, de Havilland Vampire |
| XV       | DJ – 1943-1944, Short Stirling, Avro Lancaster LS – IX.1939-IV.1951, Bristol Blenheim, Vickers Wellington, Short Stirling, Avro Lancaster, Avro Lincoln, |
| 16       | EG – IX.1945-1954, Supermarine Spitfire, Hawker Tempest, de Havilland Vampire UG – IX.1939-1942, Westland Lysander, North American P-51 Mustang, Gloster Gladiator |
| 17       | UT – II.1947, Supermarine Spitfire, Bristol Blenheim YB – IX.1939-1945, Hawker Hurricane, Supermarine Spitfire |
| 18       | WV – IX.1939-1942, Bristol Blenheim |
| 19       | QV – IX.1939-IV.1951, Supermarine Spitfire, North American P-51 Mustang, de Havilland Hornet |
| 20       | 6D – XII.1943-III.1949 (w okresie funkcjonowania jako 631 dywizjon), Supermarine Spitfire, Miles M.25 Martinet, Hawker Hurricane, Hawker Henley, Vultee A-31 Vengeance, Airspeed Oxford HN – IX.1939-VI.1946, Hawker Audax, Westland Lysander, Hawker Hurricane, Supermarine Spitfire, Hawker Tempest TH – III.1949-VI.1952, Supermarine Spitfire, Harvard, de Havilland Tiger Moth, Bristol Beaufighter |
| 21       | YH – brak danych |
| 22       | OA – IX.1939-III.1942, Vickers Vildebeest, Bristol Beaufort |
| 23       | YP – IX.1939-IV.1951, Bristol Blenheim, Douglas A-20 Havoc, de Havilland Mosquito |
| 24       | NQ – 1943-1946, Vickers Wellington, Douglas DC-3 ZK – okres nieznany, Vickers Wellington, Douglas DC-3 |
| 25       | ZK – IX.1939-IV.1951, Bristol Blenheim, Bristol Beaufighter, de Havilland Mosquito |
| 26       | RM – IX.1939-1943, Westland Lysander, P-40 Tomahawk, North American P-51 Mustang XC – 1944-IV.1951, North American P-51 Mustang, Supermarine Spitfire, Hawker Tempest, de Havilland Vampire |
| 27       | EG – 1941, Bristol Blenheim UG – brak danych |
| 28       | BF – 1940-I.1943, Westland Lysander, Hawker Hurricane, |
| 29       | RO – IX.1939-IV.1951, Bristol Blenheim, Bristol Beaufighter, de Havilland Mosquito |
| 30       | JN – XI.1947-V.1952, Douglas DC-3 RS – 1942-1943, 1947, Hawker Hurricane, Republic P-47 Thunderbolt, Hawker Tempest VT – IX.1939-1941, Bristol Blenheim |
| 31       | CB – VIII.1948-VI.1958, DH.89A Dominie, Avro Anson, de Havilland Devon, de Havilland Canada DHC-1 Chipmunk 5D – 1946, Douglas DC-3 VS – 1945-VII.1948, Avro Anson, Percival Proctor |
| 32       | GZ – IX.1939-V.1949, Hawker Hurricane, Supermarine Spitfire |
| 33       | NW – IX.1939-V.1941, Gloster Gladiator, Hawker Hurricane RS – 1942-1943, Hawker Hurricane, Supermarine Spitfire 5R – IV.1944-1955, Supermarine Spitfire, Hawer Typhoon, Hawker Tempest, de Havilland Hornet |
| 34       | EG – III-X.1945, Republic P-47 Thunderbolt 6J – III.1949-XI.1952, Airseed Oxford 8Q – II.1949-VII.1951, Bristol Beaufighter, Supermarine Spitfire, Harvard, Airspeed Oxford, de Havilland Tiger Moth, Miles M.25 Martinet, Hawker Hurricane, Vultee A-31 Vengeance |
| 35       | TL – XI.1940-IV.1951, Handley Page Halifax, Avro Lancaster, Avro Lincoln |
| 36       | RW – X.1944-VI.1945, Vickers Wellington |
| 37       | LF – IX.1939-III.1946, Vickers Wellington, Consolidated B-24 Liberator |
| 38       | HD – IX.1939-XI.1940, Vickers Wellington RL – XI.1944-1949, Vickers Warwick, Avro Lancaster |
| 39       | XZ – IX.1939-1940, Bristol Blenheim |
| 40       | OX – X.1938–IX.1939, BL – IX.1939–IV.1947, Fairey Battle, Bristol Blenheim, Vickers Wellington, Consolidated B-24 Liberator, Avro Lancaster LE – VI.1946–II.1950 |
| 41       | EB– IX.1939-1951, Supermarine Spitfire, de Havilland Hornet |
| 42       | AW – IX.1939–XII.1945, Bristol Beaufort, Bristol Blenheim, Hawker Hurricane QM – X.1946–X.1947, Bristol Beaufort, de Havilland Mosquito |
| 43       | NQ – 1943, Vickers Wellington, Douglas DC-3 FT – IX.1939-V.1947, Hawker Hurricane, Supermarine Spitfire SW – II.1949–IV.1951, Gloster Meteor |
| 44       | KM – IX.1939-II.1951, Handley Page Hampden, Avro Lancaster, Avro Lincoln |
| 45       | OB – okres nieznany, Bristol Blenheim, Vultee A-31 Vengeance, de Havilland Mosquito |
| 46       | FH – okres nieznany, Bristol Beaufighter PO – IX.1939-V.1941, Hawker Hurricane XK – I.1945-II.1950, Short Stirling, Douglas DC-3 |
| 47       | KU – IX.1939-X.1942, Vickers Wellesley, Bristol Beaufort, de Havilland Mosquito |
| 48       | I2 – XII.1943-VIII.1945 OY – 1942-1943, Avro Anson, Lockheed Hudson |
| 49       | EA – IX.1939-III.1951, Handley Page Hampden, Avro Manchester, Avro Lancaster, Avro Lincoln |
| 50       | VN – okres nieznany |
| 51       | C6 – I.1944-V.1945, Handley Page Halifax MH – IX.1939-IV.1945, Armstrong Whitworth Whitley, Handley Page Halifax, Avro York TB – V.1945-1950 |
| 53       | FH – 1944-VI.1946, Consolidated B-24 Liberator PU – II.1945-VII.1946, Douglas DC-3 PZ – IX.1939-XII.1943, Bristol Blenheim, Lockheed Hudson |
| 54       | DL – IV.1939-Ix.1939, IV.1944-X1945 HF – X.1945-IV.1948, Hawker Tempest KL – IX.1939-VI.1942, Supermarine Spitfire |
| 56       | US – IX.1939-1950, Hawker Hurricane, Hawker Typhoon, Supermarine Spitfire, Gloster Meteor ON – IV.1946-1947, Gloster Meteor |
| 57       | DX – 1940-III.1951, Bristol Blenheim, Vickers Wellington, Avro Lancaster, Avro Lincoln QT – 1944 (eskadra C), Avro Lancaster, Avro Lincoln, Airspeed Oxford |
| 58       | BY – III.1942 (1943?)-V.1945, Handley Page Halifax GE – IX.1939-III.1943, Armstrong Whitworth Whitley OT – VIII.1947-IV.1951, de Havilland Mosqiuto, Avro Anson |
| 59       | BY – 1945-1950, Consolidated B-24 Liberator, Avro York TR – IX.1939-VIII.1943, Bristol Blenheim, Lockheed Hudson, Consolidated B-24 Liberator WE – okres nieznany, Consolidated B-24 Liberator |
| 60       | MU – IX.1939-1942, 1946, Hawker Hurricane, Supermarine Spitfire |
| 61       | QR – IX.1939-IV.1951, Handley Page Hampden, Avro Manchester, Avro Lancaster, Avro Lincoln |
| 62       | PT – IX.1939-I.1942, Bristol Blenheim |
| 63       | UB – V.1945-1950, Supermarine Spitfire, Gloster Meteor |
| 64       | SH – IX.1939-IV.1951, Bristol Blenheim, Supermarine Spitfire, North American P-51 Mustang, de Havilland Hornet |
| 65       | YT – IX.1939-IV.1951, Supermarine Spitfire, North American P-51 Mustang, de Havilland Hornet |
| 66       | LZ – IX.1939–IV.1945, 1949–1951, Supermarine Spitfire, Gloster Meteor HI – I.1946–V.1948, Gloster Meteor |
| 67       | RD – III.1941-VII.1945, Brewster F2A Buffalo |
| 68       | WM – I.1941-IV.1945, Bristol Beaufighter, de Havilland Mosquito |
| 69       | WI – VIII.1945-XI.1947, de Havilland Mosquito |
| 71       | XR – X.1940-IX.1942, Hawker Hurricane, Supermarine Spitfire |
| 72       | FG – I.1947-1950, de Havilland Vampire RN – IX.1939-XIII.1946, Supermarine Spitfire |
| 73       | TP – IX.1939-X.1940, Hawker Hurricane |
| 74       | 4D – 1944-1951, Supermarine Spitfire, Gloster Meteor ZP – IX.1939-IV.1942, Supermarine Spitfire |
| 75       | AA – IV.1940-X.1945, Vickers Wellington, Short Stirling, Avro Lancaster, Avro Lincoln JN – 1943-X.1945 (eskadra C), Short Stirling, Avro Lancaster |
| 76       | MP – V.1941-IX.1946, Handley Page Halifax, Douglas DC-3 |
| 77       | DV – okres nieznany, Douglas DC-3 KN – IX.1939-1946, Armstrong Whitworth Whitley, Handley Page Halifax, Douglas DC-3 TB – 1943 (eskadra C), Handley Page Halifax YS – brak danych |
| 78       | EY – IX.1939-1950 |
| 79       | NV – IX.1939-XII.1945, Hawker Hurricane, Supermarine SPitfire, Republic P-47 Thunderbolt |
| 80       | AP – brak danych EY – okres nieznany, Hawker Hurricane, Supermarine Spitfire GK – 1939-1940 W2 – IV.1944-I.1952, Supermarine Spitfire, Hawker Tempest YK – IX.1939-1940, Hawker Hurricane, Gloster Gladiator |
| 81       | FL – V.1942-IX.1946, Supermarine Spitfire, Republic P-47 Thunderbolt |
| 82       | UX – IX.1939-III. 1942, VII.1944-III.1946, Bristol Blenheim, de Havilland Mosquito |
| 83       | OL – IX.1939-IV.1951, Handley Page Hampden, Avro Manchester, Avro Lancaster, Avro Lincoln |
| 84       | PY – II.1945-XIII.1946, de Havilland Mosquito VA – IX.1939-III.1941, Bristol Blenheim |
| 85       | VY – IX.1939-IV.1951, Hawker Hurricane, Douglas A-20 Havoc, de Havilland Mosquito |
| 86       | BX – XIII.1940-VIII.1942, Bristol Blenheim, Bristol Beaufighter, Consolidated B-24 Liberator XQ – 1944-1946, Consolidated B-24 Liberator |
| 87       | LK – IX.1939-XII.1946, Hawker Hurricane, Supermarine Spitfire |
| 88       | RH – IX.1939-IV.1945, Fairey Battle, Bristol Blenheim, Douglas A-20 Havoc |
| 90       | WP – V.1941-IV.1951, Boeing B-17 Flying Fortress, Short Stirling, Avro Lancaster, Avro Lincoln XY – III.1943-X.1944 (eskadra C) |
| 91       | DL – I.1941-III.1945, Supermarine Spitfire, Gloster Meteor |
| 92       | DL – I.1947-X.1950, Gloster Meteor GR – X.1939-III.1940, Supermarine Spitfire QJ – V.1940-XII.1946, Supermarine Spitfire |
| 93       | HN – XII.1940-IX.1945, Douglas A-20 Havoc, Vickers Wellington, Supermarine Spitfire |
| 94       | GO – IX.1939-IV.1945, Gloster Gladiator, Hawker Hurricane, Supermarine Spitfire, P-40 Kittyhawk |
| 95       | SE – I.1941-VI.1945, Short Sunderland |
| 96       | ZJ – XII.1940-XII.1944, Hawker Hurricane, Boulton Paul Defiant, de Havilland Mosquito |
| 97       | OF – IX.1939-1951, Armstrong Whitworth Whitley, Avro Manchester, Avro Lancaster, Avro Lincoln ZT – brak danych (eskadra C) |
| 98       | VO – IX.1942-1951, North American B-25 Mitchell, de Havilland Mosquito |
| 99       | LN – IX.1939-II.1942, Vickers Wellington |
| 100      | AS – brak danych, Avro Lincoln FZ – brak danych HW – XII.1942-IV.1951, Avro Lancaster, Avro Lincoln |
| 101      | SR – IX.1939-IV.1951, Vickers Wellington, Avro Lancaster, Avro Lincoln, Airspeed Oxford MW – V.1942 (eskadra C) |
| 102      | DY – IX.1939-V.1945, Armstrong Whitworth Whitley, Handley Page Halifax EF – IX.1945-II.1946, Consolidated B-24 Liberator |
| 103      | PM – IX.1939-XI.1945, Fairey Battle, Vickers Wellinton, Handley Page Halifax, Avro Lancaster |
| 104      | EP – IX.1939-IV.1940, III.1941-IV.1947, Bristol Blenheim, Vickers Wellinton, Consolidated B-24 Liberator, Avro Lancaster |
| 105      | GB – IX.1939-I.1946, Fairey Battle, Bristol Blenheim, de Havilland Mosquito |
| 106      | ZN – IX.1939-II.1946, Handley Page Hampden, Avro Manchester, Avro Lancaster |
| 107      | OM – IX.1939-X.1948, Bristol Blenheim, Douglas A-20 Havoc, de Havilland Mosquito |
| 108      | LD – IX.1939-IV.1940, Bristol Blenheim |
| 109      | HS – XII.1940–IV.1945, X.1945–1951, Avro Anson, Vickers Wellinton, de Havilland Mosquito, English Electric Canberra |
| 110      | VE – IX.1939-II.1942, XI.1944-IV-1946, Bristol Blenheim, de Havilland Mosquito |
| 111      | JU – IX.1939-V.1947, Hawker Hurricane, Supermarine Spitfire |
| 112      | GA – VI.1941-XII.1946, P-40 Tomahawk, P-40 Kittyhawk, North American P-51 Mustang RT – IX.1939-1940, Gloster Gladiator |
| 113      | AD – 1940-1945, Bristol Blenheim, Hawker Hurricane, Republic P-47 Thunderbolt |
| 114      | RT – IX.1939-IX.1946, Bristol Blenheim, de Havilland Mosquito |
| 115      | A4 – XI.1943-X.1944 (eskadra C), Avro Lancaster KO – IX.1939–III.1950, VI.1950–IV.1951, Vicker Wellington, Avro Lancaster, Avro Lincoln IL – XI.1944-VII.1945 (eskadra C), Avro Lancaster |
| 116      | II – IV.1939-IX.1939, Westland Lysander, Avro Anson, Hawker Hurricane, Airspeed Oxford |
| 117      | LD – VI-IX.1943, Lockheed Hudson |
| 118      | NK – II.1941-III.1946, Supermarine Spitfire, North American P-51 Mustang |
| 119      | NH – VII.1944-V.1945, Vickers Wellington, Fairey Albacore, Fairey Swordfish |
| 120      | BS – X.1946–III.1951, Consolidated B-24 Liberator OH – VI.1941–XII.1941, VII.1944–VI.1945, Consolidated B-24 Liberator |
| 121      | AV – V.1941-IX.1942, Hawker Hurricane, Supermarine Spitfire |
| 122      | MT – V.1941-IV.1946, Supermarine Spitfire, North American P-51 Mustang |
| 123      | XE – V.1941-IV.1942, Supermarine Spitfire |
| 124      | ON – V.1941-IV.1946, Supermarine Spitfire, Gloster Meteor |
| 125      | VA – VI.1942-XI.1945, de Havilland Mosqiuto, Boulton Paul Defiant, Bristol Beaufighter |
| 126      | 5J – IV.1944-IV.1946, Supermarine Spitfire, North American P-51 Mustang MK – XII.1942–V.1943, Supermarine Spitfire |
| 127      | BZ – brak danych 9N – IV.1944-IV.1945, Supermarine Spitfire |
| 128      | M5 – IX.1944-IV.1945, de Havilland Mosquito WG – X.1941-III.1943, Hawker Hurricane |
| 129      | DV – VI.1941-IX.1946, Supermarine Spitfire, North American P-51 Mustang |
| 130      | AP – IV.1944-I.1947, Supermarine Spitfire, De Havilland Vampire PJ – VI.1941-IV.1944, Supermarine Spitfire |
| 131      | NX – VI.1941-XII.1945, Supermarine Spitfire, Republic P-47 Thunderbolt |
| 132      | FF – VII.1941-IV.1945, Supermarine Spitfire |
| 133      | MD – VII.1941-IX.1942, Hawker Hurricane, Supermarine Spitfire |
| 134      | GQ – 1942–VI.1945, Hawker Hurricane, Supermarine Spitfire, Republic P-47 Thunderbolt |
| 135      | WK – 1942-V.1945, Hawker Hurricane, Republic P-47 Thunderbolt |
| 136      | HM – VIII.1941-V.1946, Hawker Hurricane |
| 137      | SF – IX.1941-VIII.1945, Westland Whirlwind, Hawker Hurricane, Republic P-47 Thunderbolt |
| 138      | NF – VIII.1941–III.1945, IV.1947–IX.1950, Armstrong Whitworth Whitley, Handley Page Halifax, Avro Lancaster, Avro Lincoln, Airspeed Oxfors AC – III.1945–IV.1947, Avro Lancaster |
| 139      | XD – IX.1939-1951, Bristol Blenheim, de Havilland Mosquito |
| 140      | ZW – IX.1941-1942, Bristol Blenheim, Supermarine Spitfire |
| 141      | TW – X.1939-IV.1951, Boulton Paul Defiant, Bristol Beaufighter, de Havilland Mosquito |
| 142      | 4H – X.1944-VIII.1945, de Havilland Mosquito QT – IX.1939-1942, Fairey Battle, Vickers Wellingron |
| 143      | HO – VI.1941-1944, Bristol Beaufighter NE – 1944, Bristol Beaufighter, de Havilland Mosquito |
| 144      | PL – IX.1939-V.1945, Handley Page Hampden, Bristol Beaufighter |
| 145      | SO – IX.1939-1941, Bristol Blenheim, Hawker Hurricane, Supermarine Spitfire ZX – 1942-VIII.1945, Supermarine Spitfire |
| 146      | NA – 1945, Hawker Hurricane, Republic P-47 Thunderbolt YZ – IV-IX.1939 |
| 147      | 5F – brak danych |
| 148      | AU – XI.1946-IV.1951, Avro Lancaster, Avro Lincoln FS – III.1943-I.1945, Handley Page Halifax, Consolidated B-24 Liberator, Westland Lysander |
| 149      | OJ – IX.1939-IV.1951, Vickers Wellington, Short Stirling, Avro Lancaster TK – IV.1943-V.1945 (eskadra C), Short Stirling, Avro Lancaster |
| 150      | IQ – XI.1944-XI.1945, Avro Lancaster JN – IX.1939-X.1944, Fairey BattleVickers Wellington |
| 151      | DZ – IX.1939-X.1946, Hawker Hurricane, Boulton Paul Defiant, de Havilland Mosquito |
| 152      | UM – IX.1939-XI.1942, Gloster Giadiator, Supermarine Spitfire |
| 153      | P4 – X.1944-IX.1945, Avro Lancaster TB – XI.1941-XII.1942, Boulton Paul Defiant, Bristol Beaufighter |
| 154      | HG – XI.1944-III.1945, Supermarine Spitfire, North American P-51 Mustang HT –XI.1941-X.1944, Supermarine Spitfire |
| 155      | DG – IV.1942-XII.1945, Curtiss P-36 Hawk, Supermarine Spitfire |
| 156      | GT – II.1942-IX.1945, Vickers Wellington, Avro Lancaster YG – brak danych |
| 157      | RS – XIII.1941-VIII.1945, de Havilland Mosquito |
| 158      | DK – VIII–XII.1945, Short Stirling NP – II.1942-V.1945, Vickers Wellington, Handley Page Halifax |
| 160      | BS – XII.1944-VI.1946, Consolidated B-24 Liberator |
| 161      | JR – 1944, Westland Lysander MA – II.1942-1945, Westland Lysander, Handley Page Hampdern, Armstrong Whitworth Whitley, Handley Page Halifax, Short Stirling, Lockheed Hudson |
| 162      | CR – XII.1944-VII.1946, de Havilland Mosquito GK – brak danych |
| 164      | FJ – IV.1942-VIII.1946, Supermarine Spitfire, Hawker Hurricane, Hawker Typhoon UB – V.1945-IX.1946, Supermarine Spitfire, Gloster Meteor |
| 165      | SK – IV.1942-V.1945, Supermarine Spitfire, North American P-51 Mustang |
| 166      | AS – I.1943-XI.1945, Vickers Wellington, Avro Lancaster |
| 167      | VL – IV.1942-1945, Supermarine Spitfire QO – II.1953-1958, Harvard, Gloster Meteor, Vickers Valetta |
| 168      | EK – VI-VII.1942, P-40 Tomahawk OE – VII-XI.1942, P-40 Tomahawk, North American P-51 Mustang QC – X.1944-II.1945, Hawker Typhoon |
| 169      | VI – X.1943-VIII.1945, de Havilland Mosquito |
| 170      | BN – VI.1942-1943, North American P-51 Mustang TC – X.1944.XI.1945, Avro Lancaster |
| 171      | 6Y – IX.1944-VII.1945, Short Stirling, Handley Page Halifax |
| 172      | WN - 1942-1943, Vickers Wellington OG – VIII.1944-VI.1945, Vickers Wellington |
| 174      | XP – III.1942-IV.1945, Hawker Hurricane, Hawker Typhoon |
| 175      | HH – III.1942-IX.1945, Hawker Hurricane, Hawker Typhoon |
| 179      | OZ – 1944-VI.1946, Vickers Warwick, Avro Lancaster |
| 180      | EV – IX.1942-II.1946, North American B-25 Mitchellde Havilland Mosquito |
| 181      | EL – IX.1942-IX.1945, Hawker Hurricane, Hawker Typhoon |
| 182      | XM – IX.1942-IX.1945, Hawker Hurricane, Hawker Typhoon |
| 183      | HF – XI.1942-XI.1945, Hawker Hurricane, Hawker Typhoon |
| 184      | BR – XII.1942-IX.1945, Hawker Hurricane, Hawker Typhoon |
| 185      | GL – IX.1939-VI.1945, Handley Page Hampden, Vickers Wellington, Handley Page Hereford YN – brak danych |
| 186      | AP – IV.1943, Hawker Hurricane, Hawker Typhoon XY – X.1944-VII.1945, Avro Lancaster |
| 187      | 5L – II.1945-XII.1945, Douglas DC-3 PU – II.1945-VII.1949, Douglas DC-3 |
| 189      | CA – X.1944-Xi.1945, Avro Lancaster |
| 190      | G5 – III-XII.1943, I.1944-1945, Consolidated PBY Catalina, Short Stirling, Handley Page Halifax L9 – I.1944-IX.1945, Short Stirling, Handley Page Halifax |
| 192      | DT – VII.1942-VIII.1945, Vickers Wellington. Handley Page Halifax, de Havilland Mosquito |
| 193      | DP – XII.1942-VIII.1945, Hawker Typhoon |
| 195      | A4 – X.1944-VIII.1945 JE – XI.1942-II.1944, Hawker Typhoon |
| 196      | ZO – XI.1942-III.1946, Vickers Wellington, Short Stirling D4 – brak danych 7T – IV.1944-III.1946, Short Stirling |
| 197      | OV – XI.1942-VIII.1945, Hawker Typhoon |
| 198      | TP – XII.1942-IX.1945, Hawker Typhoon |
| 199      | EX – XI.1942-VII1945, Vickers Wellington, Short Stirling, Handley Page Halifax |

#### 200-299
Dywizjony RAF, głównie byłe jednostki Royal Naval Air Service sprzed kwietnia 1918 r.

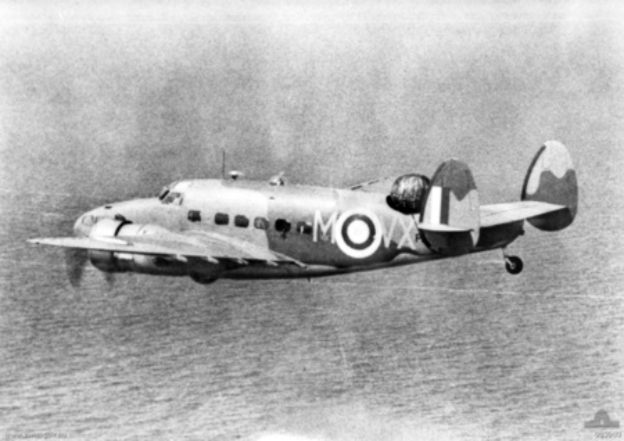
Lockheed Hudson z dywizjonu 206 w 1940 r.

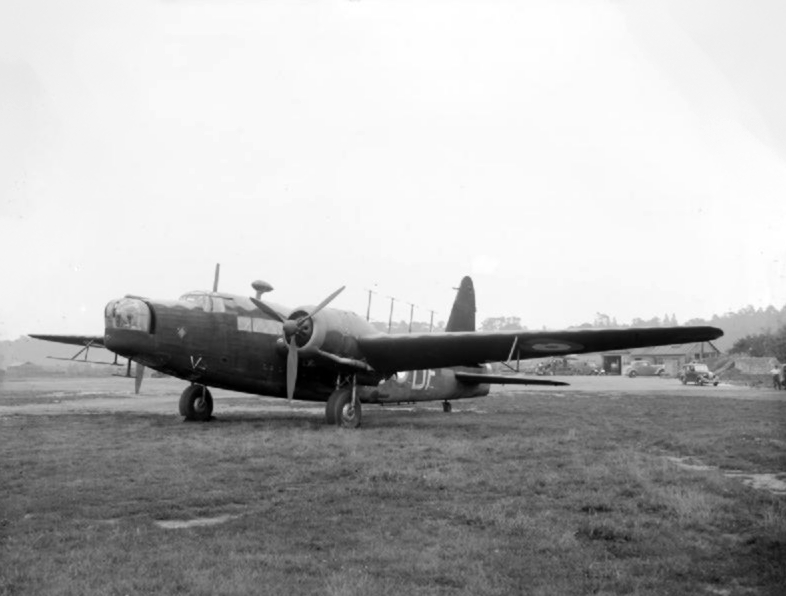
Vickers Wellington Mk. VIII z 221 dywizjonu

| Dywizjon | Oznaczenie kodowe, okres stosowania, typ samolotu |
| 201      | NS – VIII.1944-IV.1945, Short Sunderland ZM – IX.1939-VIII.1943, Short Sunderland |
| 202      | AX – V.1942-VIII.1943, Consolidated PBY Catalina, Short Sunderland TJ – VII.1944-VI.1945, Consolidated PBY Catalina TQ – IX.1939-VIII.1943, Fairey Swordfish, Short Sunderland Y3 – X.1946-IV.1951, Handley Page Halifax, Airspeed Oxford, |
| 203      | CJ – VIII.1946-III.1951, Consolidated B-24 Liberator NT – IX.1939-1940 |
| 204      | KG – IX.1939-1941, Short Sunderland |
| 205      | FV – IV.1940-1942, Consolidated PBY Catalina |
| 206      | PQ – IV.1944-IV.1946, Consolidated B-24 Liberator VX – IX.1939-VII.1943, Avro Anson, Lockheed Hudson, Boeing B-17 Flying Fortress |
| 207      | EM – IX.1939-IV.1940, XI.1940-III.1950, Fairey Battle, Avro Manchester, Handley Page Hampden, Avro Lancaster, Avro Lincoln, Miles Martinet                                                                                                 |
| 208      | RG – 1944-1950, Supermarine Spitfire |
| 209      | WQ – IX.1939-III.1942, 1950–1951, Short Sunderland, Saro Lerwick, Consolidated PBY Catalina |
| 210      | DA – IX.1939-V.1942, Short Sunderland, Consolidated PBY Catalina OZ – VI.1946-1951, Avro Lancaster |
| 211      | UQ – IX.1939-VI.1941, Bristol Blenheim |
| 213      | AK – IX.1939-1950, Hawker Hurricane, Supermarine Spitfire, North American P-51 Mustang, Hawker Tempest, Harvard |
| 214      | BU – IX.1939-VII.1945, Vickers Wellington, Short Stirling, Boeing B-17 Flying Fortress QN – X.1946-IV.1951, Avro Lancaster, Avro Lincoln                                                                                                   |
| 215      | LG – IX.1939-V.1940, Vickers Wellington |
| 216      | SH – IX.1939-1941, Vickers Type 264 Valentia, Bristol Bombay |
| 217      | MW – IX.1939-VIII.1942, Avro Anson, Bristol Beaufort |
| 218      | HA – IX.1939-VIII.1945, Fairey Battle, Bristol Blenheim, Vickers Wellington, Short Stirling, Avro Lancaster XH – 1943 (eskadra C), Avro Lancaster                                                                                          |
| 219      | FK – IX.1939-IX.1946, Bristol Blenheim, Bristol Beaufighter, de Havilland Mosquito |
| 220      | 8D – IX.1945-V.1946, Consolidated B-24 Liberator MB – brak danych NR – 1943, Lockhhed Hudson, Boeing B-17 Flying Fortress ZZ – VII.1944-V.1946, Consolidated B-24 Liberator                                                                |
| 221      | DF – okres nieznany, Vickers Wellington |
| 222      | ZD – IX.1939-1954, Bristol Blenheim, Supermarine Spitfire, Hawker Tempest, Gloster Meteor |
| 223      | AO – 1939, Vickers Wellesley 6G – VIII.1944-VII.1945, Consolidated B-24 Liberator, Boeing B-17 Flying Fortress |
| 224      | QX – 1939-1942, Lockheed Hudson, Consolidated B-24 Liberator XB – VII.1944-1951, Consolidated B-24 Liberator, Avro Lancaster, Handley Page Halifax                                                                                         |
| 225      | LX – IX.1939-1942, Westland Lysander WU – IV.1942-I.1947, Westland Lysander, Supermarine Spitfire |
| 226      | MQ – IX.1939-IX.1945, Fairey Battle, Bristol Blenheim, Douglas A-20 Havoc, North American B-25 Mitchell |
| 227      | 9J – X.1944-IX.1945, Avro LAncaster |
| 228      | DQ – IX.1939-1942, Short Sunderland UE – 1944, Short Sunderland |
| 229      | HB – 1941-IV.1944, Hawker Hurricane, Supermarine Spitfire RE – X.1939-V.1941, Bristol Blenheim, Hawker Hurricane 9R – IV.1944-I.1945, Supermarine Spitfire                                                                                 |
| 230      | DX – 1942, Short Sunderland NM – IX.1939-1941, Short Sunderland 4X – VII.1944-IV.1951, Short Sunderland, Supermarine Sea Otter |
| 231      | VM – VII.1940-1943, Westland Lysander, P-40 Tomahawk |
| 232      | EF – IX.1939-X.1944, Hawker Hurricane, Supermarine Spitfire |
| 233      | 5T – III.1944-VIII.1945, Douglas DC-3 ZS – IX.1939-VII.1942, Lockheed Hudson |
| 234      | AZ – X.1939-VIII.1945, Supermarine Spitfire, North American P-51 Mustang FX – VIII.1945-IX.1946 |
| 235      | LA – X.1939-VI.1945, Fairey Battle, Bristol Blenheim, Bristol Beaufighter, de Havilland Mosquito |
| 236      | FA – 1941, Bristol Blenheim MB – 1944-V.1945, Bristol Beaufighter ND – 1941-1943, Bristol Blenheim, Bristol Beaufighter |
| 237      | DV – brak danych |
| 238      | FM – XI.1944-1946, Douglas DC-3 KC – 1942-1946 VK – V.1941, Hawker Hurricane WF – XII.1946-XI.1948, Douglas DC-3 |
| 239      | HB – IX.1940-1943, Westland Lysander, P-40 Tomahawk, Hawker Hurricane, North American P-51 Mustang |
| 240      | BN – V-VI.1942, Supermarine Stranraer, Consolidated PBY Catalina |
| 241      | HC – 1945, Douglas DC-3 RZ – IX.1940-XI.1945, Westland Lysander, P-40 Tomahawk, North American P-51 Mustang, Supermarine Spitfire |
| 242      | KY – XI.1944-1948, Vickers Wellington, Short Stirling, Avro York LE – X.1939-XI.1944, Bristol Blenheim, Fairey Battle, Hawker Hurricane, Supermarine Spitfire                                                                              |
| 243      | SN – VI.1942-1944, Supermarine Spitfire |
| 245      | DX – X.1939-1941. Fairey Battle, Hawker Hurricane MR – 1941-1951, Hawkerr Hurricane, Hawker Typhoon, Gloster Meteor |
| 246      | VU – 1945-X.1946, Avro York |
| 247      | HP – VIII.1940-1942, Gloster Gladiator, Hawker Hurricane ZY – 1941-1950, Hawker Hurricane, Hawker Typhoon, Hawker Tempest, de Havilland Vampire                                                                                            |
| 248      | DM – X.1939-IX.1946, Bristol Blenheim, Bristol Beaufighter, de Havilland Mosquito WR – X.1939-VII.1943, Bristol Blenheim, Bristol Beaufighter                                                                                              |
| 249      | GN – V.1940-III.1942, Hawker Hurricane, Supermarine Spitfire, North American P-51 Mustang, de Havilland Mosquito, Martin Baltimore, Hawker Tempest                                                                                         |
| 250      | LD – IV.1941-I.1947, P-40 Tomahawk, P-40 Kittyhawk, North American P-51 Mustang |
| 251      | AD – VIII.1944-X.1945, Lockheed Hudson, Boeing B-17 Flying Fortress, Handley Page Halifax |
| 252      | BT – okres nieznany, Bristol Beaufighter PN – 1941, Bristol Blenheim, Bristol Beaufighter |
| 253      | SW – X.1939-V.1947, Hawker Hurricane, Suppermarine Spitfire |
| 254      | QY – X.1939-1941, Bristol Blenheim QM – 1944-X.1946, Bristol Beaufighter, de Havilland Mosquito |
| 255      | YD – X.1940-IV.1946, Boulton Paul Defiant, Bristol Beaufighter, de Havilland Mosquito |
| 256      | JT – XI.1940-IX.1946, Boulton Paul Defiant, Bristol Beaufighter, de Havilland Mosquito |
| 257      | A6 – IX.1946-1950, Gloster Meteor DT – V.1940-1941, Hawker Hurricane FM – 1941-III.1945, Hawker Hurricane, Hawker Typhoon ML – V-VI.1940                                                                                                   |
| 258      | FH – IV-IX.1939 ZT – IX.1944-XII.1945, Republic P-47 Thunderbolt |
| 260      | HS – XI.1940-VIII.1945, P-40 Tomahawk, P-40 Kittyhawk, North American P-51 Mustang |
| 261      | FJ – II.1942-IX.1945, Hawker Hurricane, Republic P-47 Thunderbolt |
| 263      | HE – X.1939-V.1950, Gloster Gladiator, Hawker Hurricane, Westland Whirlwind, Hawker Typhoon. Gloster Meteor |
| 264      | PS – III.1940-VIII.1945, Boulton Paul Defiant, de Havilland Mosquito VA – XI.1945-V.1947, Boulton Paul Defiant, Bristol Beaufighter, de Havilland Mosquito WA – IV.IX.1939                                                                 |
| 266      | FX – IX.1946-II.1949, Gloster Meteor UO – I.1940-III.1942, Suppermarine Spitfire, Hawker Typhoon ZH – III.1942-VII.1945, Hawker Typhoon 8M – brak danych                                                                                   |
| 267      | KW 1940, Lockheed Hudson, Avro Anson, Westland Lysander, Lockheed Model 18 Lodestar |
| 268      | EG – IX.1945-1954, Supermarine Spitfire, Hawer Tempest, de Havilland Vampire, de Havilland Venom NM – IX.1940-1943, P-40 Tomahawk |
| 269      | HK – X.1944-III.1946, Vickers Warwick KL – IV-IX.1939 UA – IX.1939-I.1944, Avro Anson, Lockheed Hudson |
| 271      | BJ – V.1940-I.1944, Bristol Bombay YS – I.1944-XII.1946, Douglas DC-3 L7 – Douglas DC-3 |
| 272      | XK – XI.1940-V.1941, Bristol Blenheim |
| 273      | HH – 1939, Vickers Vildebeest VY – brak danych MS – 1946, Hawker Hurricane, Supermarine Spitfire |
| 274      | JJ – IV.1944-IX.1945, Supermarine Spitfire, Hawker Tempest NH – 1940-1941 YK – brak danych |
| 275      | PV – IX.1941-II.1945, Supermarine Walrus, Westland Lysander, Boulton Paul Defiant, Avro Anson, Supermarine Spitfire |
| 276      | AQ – IX.1941-XI.1945, Westland Lysander, Supermarine Walrus, Boulton Paul Defiant, Avro Anson, Supermarine Spitfire, Vickers Warwick, Miles Magister, de Havilland Tiger Moth                                                              |
| 277      | BA – XII.1941-II.1945, Westland Lysander, Supermarine Walrus, Boulton Paul Defiant, Supermarine Spitfire |
| 278      | MY – X.1941-X.1945, Westland Lysander, Supermarine Walrus, Avro Anson, Boulton Paul Defiant, Supermarine Spitfire |
| 279      | OS – XI.1941-XI.1944, Lockheed Hudson, Vickers Warwick RL – XI.1944-III.1946, Vickers Warwick, Avro Lancaster |
| 280      | MF – 1943-VII.1944, Vickers Warwick YF – I.1942-1943, Avro Anson |
| 281      | FA – III.1942-X.1945, Boulton Paul Defiant, Avro Anson, Vickers Warwick, Supermarine Sea Otter, Vickers Wellington |
| 282      | B4 – I.1943-VII.1945, Supermarine Walrus |
| 285      | VG – XII.1941-VIII.1945, Airspeed Oxford, Boulton Paul Defiant, Westland Lysander, Bristol Bleinheim, Miles Martinet, Bristol Beaufighter, Hawker Hurricane, North American P-51 Mustang                                                   |
| 286      | NW – XI.1943-1946, Boulton Paul Defiant, Airspeed Oxford, Miles Master, Hawker Hurricane |
| 287      | KZ – XI.1941-VI.1946, Westland Lysander, Hawker Hurricane, Hawker Tempest, Airspeed Oxford, Bristol Beaufighter, Boulton Paul Defiant, Supermarine Spitfire, Miles Martinet                                                                |
| 288      | RP – XI.1941-VI.1946, Hawker Hurricane, Vultee A-31 Vengeance, Airspeed Oxford |
| 289      | YE – XI.1941-VI.1945, Airspeed Oxford, Vultee A-31 Vengeance |
| 290      | X6 – XII.1943-X.1945, Supermarine Spitfire, Miles Martinet |
| 293      | ZE – XI.1943-IV.1946, Supermarine Walrus, Vickers Warwick |
| 295      | 8E – VIII.1942-VII.1944, Handley Page Halifax, Short Stirling 8Z – 1943-I.1943. Short Stirling |
| 296      | 7C – I.1942-X.1944, Armstrong Whitworth Whitley, Handley Page Halifax 9W – 1944-I.1946, Handley Page Halifax XH – I.1942-1943, Armstrong Whitworth Whitley                                                                                 |
| 297      | L5 – I.1942-XI.1944, de Havilland Tiger Moth, Armstrong Whitworth Whitley, Handley Page Halifax P5 – 1943, Handley Page Halifax |
| 298      | 8A – XI.1943-1946, Handley Page Halifax, Airspeed Horsa O6 – Handley Page Halifax 8T – XI.1943-VIII.1945, Handley Page Halifax |
| 299      | 5G – XI.1943-Ix.1946, Lockheed Ventura, Short Stirling X9 – I.1944-II.1946, Short Stirling, Handley Page Halifax |

#### 300-399
Dywizjony utworzone z personelu krajów sojuszniczych. Jednostki narodowe otrzymały numery:

- 300-309, 315-318 – polskie,
- 310-313 – czechosłowackie,
- 320-322 – duńskie,
- 326-329, 340-347 – francuskie,
- 330-334 – norweskie,
- 335-336 – greckie,
- 349-350 – belgijskie,
- 351-352 – jugosłowiańskie.

Dywizjony RAF:
- 353-361 – sformowane na terenie Indii.

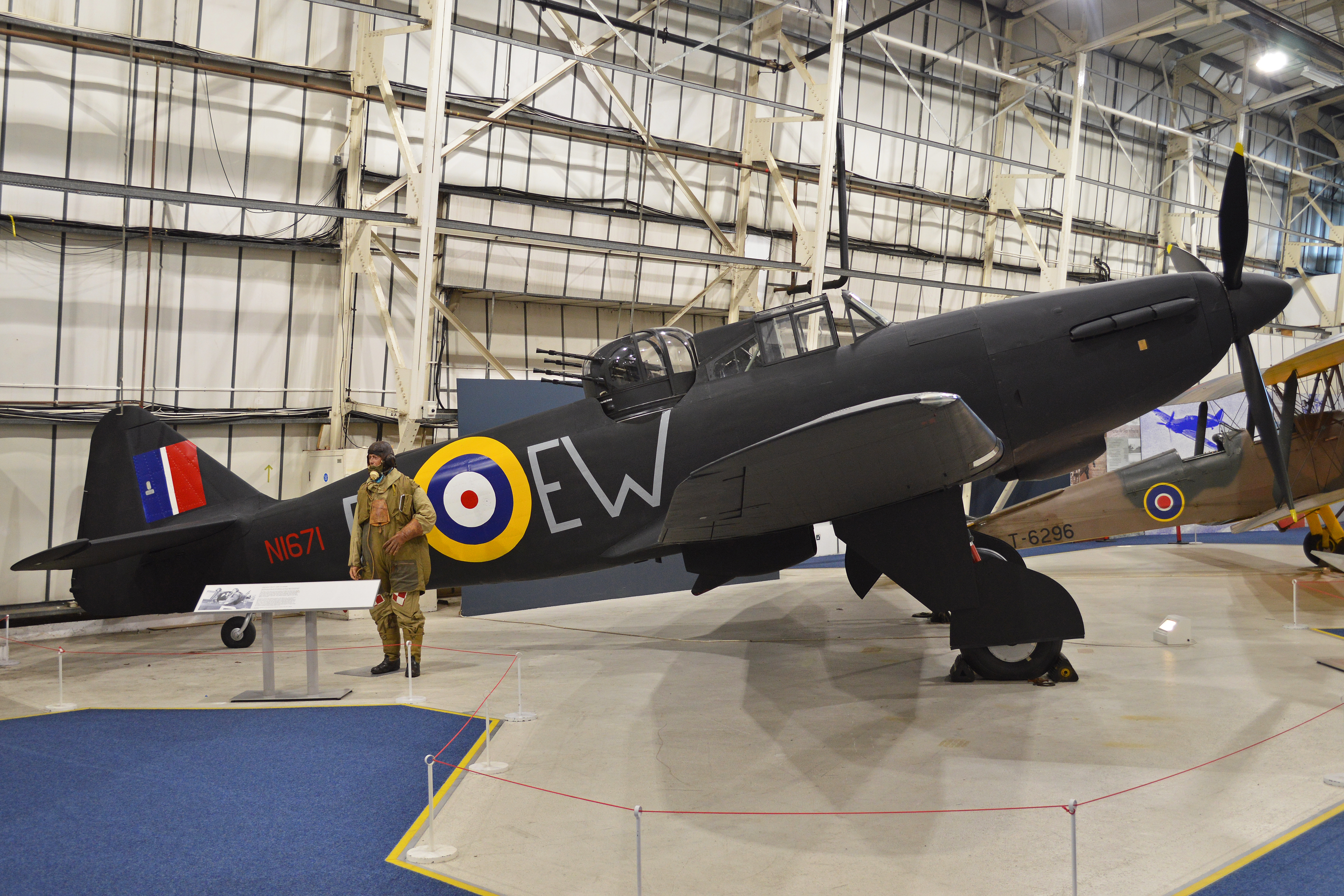
Boulton Paul Defiant I w malowaniu dywizjonu 307

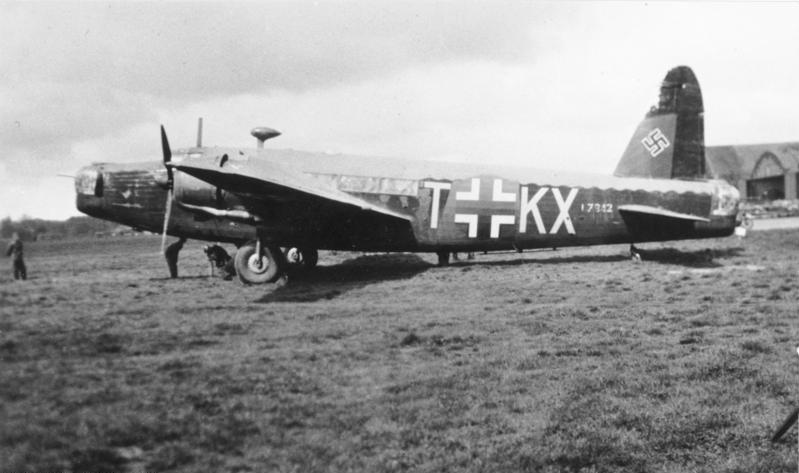
Vickers Wellington z czechosłowackiego dywizjonu 311 wykorzystywany przez Luftwaffe z zachowaniem oryginalnych oznaczeń RAF

| Dywizjon | Oznaczenie kodowe, okres stosowania, typ samolotu                                                                                    |
| 300      | BH – VII.1940-X.1946, Fairey Battle, Vickers Wellington, Avro Lancaster                                                              |
| 301      | GR – VII.1940-XII.1946, Vickers Wellington, Handley Page Halifax, Vickers Warwick                                                    |
| 302      | WX – X.1941-XII.1946, Supermarine Spitfire QH – 1945-1946, Supermarine Spitfire                                                      |
| 303      | PD – 1945-1946, North American P-51 Mustang RF – VIII.1940-1945, Hawker Hurricane, Supermarine Spitfire, North American P-51 Mustang |
| 304      | NZ – XI.1940-V.1942, Vickers Wellington QD – VI.1944-XII.1946, Vickers Wellington, Handley Page Halifax, Vickers Warwick             |
| 305      | SM – VIII.1940-I.1947, Fairey Battle, Vickers Wellington, North American B-25 Mitchell, de Havilland Mosquito                        |
| 306      | UZ – VIII.1940-I.1947, Hawker Hurricane, Supermarine Spitfire, North American P-51 Mustang                                           |
| 307      | EW – IX.1940-VI.1947, Boulton Paul Defiant, Bristol Beaufighter, de Havilland Mosquito                                               |
| 308      | ZF – IX.1940-XII.1946, Supermarine Spitfire                                                                                          |
| 309      | AR – 1940-1941, Hawker Hurricane WC – XII.1944-I.1947, Hawker Hurricane, North American P-51 Mustang                                 |
| 310      | NN – VII.1940-II.1946, Hawker Hurricane, Supermarine Spitfire                                                                        |
| 311      | KX – VII.1940-IV.1942, Vickers Wellington PP – VII.1944-II.1946, Consolidated B-24 Liberator                                         |
| 312      | DU – VIII.1940-IX.1945, Hawker Hurricane, Supermarine Spitfire                                                                       |
| 313      | RY – V.1941-II.1947, Supermarine Spitfire                                                                                            |
| 315      | PK – I.1941-XII.1946, Hawker Hurricane, Supermarine Spitfire, North American P-51 Mustang                                            |
| 316      | SZ – II.1941-XII.1946, Hawker Hurricane, Supermarine Spitfire, North American P-51 Mustang                                           |
| 317      | JH – II.1941-XII.1946, Hawker Hurricane, Supermarine Spitfire                                                                        |
| 318      | LW – 1943-VIII.1946, Supermarine Spitfire                                                                                            |
| 320      | NO – VIII.1940-VIII.1945, Fokker T.VIII, North American B-25 Mitchell, Lockheed Hudson TD – VI-X.1940, Fokker T.VIII, Avro Anson     |
| 322      | VL – IV.1942-1945, Supermarine Spitfire 3W – 1944-X.1945, Supermarine Spitfire                                                       |
| 326      | 9I – IX.1943-XI.1945, Supermarine Spitfire                                                                                           |
| 327      | 7E – XII.943-XI.1945, Supermarine Spitfire                                                                                           |
| 328      | S8 – XII.1943-XI.1945, Supermarine Spitfire                                                                                          |
| 329      | 5A – I.1944-XI.1945, Supermarine Spitfire, de Havilland Vampire                                                                      |
| 330      | GS – IV.1941-XI.1942, Northrop N-3PB Nomad, Consolidated PBY Catalina WH – VII.1944-XI.1945, Short Sunderland                        |
| 331      | FN – VII.1941-XI.1945, Hawker Hurricane, Supermarine Spitfire                                                                        |
| 332      | AH – I.1942-IX.1945, Supermarine Spitfire HG – I.1943, Supermarine Spitfire                                                          |
| 333      | KK – IX.1944-XI.1945, Consolidated PBY Catalina, de Havilland Mosquito                                                               |
| 334      | VB – 1945, de Havilland Mosquito |
| 335      | FG – 1944-1945, Hawker Hurricane |
| 340      | GW – XI.1940-XI.1945, Supermarine Spitfire                                                                                           |
| 341      | NL – I.1943-XI.1945, Supermarine Spitfire                                                                                            |
| 342      | OA – IV.1943-XII.1945, Douglas A-20 Havoc, North American B-25 Mitchell                                                              |
| 345      | 2Y – II.1944-XI.1945, Supermarine Spitfire                                                                                           |
| 346      | H7 – V.1944-X.1945, Handley Page Halifax                                                                                             |
| 347      | L8 – VI.1944-X.1945, Handley Page Halifax                                                                                            |
| 349      | GE – I.1943-X.1946, P-40 Tomahawk, Supermarine Spitfire                                                                              |
| 350      | MN – XI.1941-X.1946, Supermarine Spitfire                                                                                            |
| 358      | TA – 1944, Vickers Wellington, Consolidated B-24 Liberator                                                                           |

#### 400-499
Dywizjony Wspólnoty Narodów. Poszczególne siły powietrzne otrzymały numery:

- 400-443 – jednostki Royal Canadian Air Force,
- 450-467 – jednostki Royal Australian Air Force,
- 485-490 – jednostki Royal New Zealand Air Force.

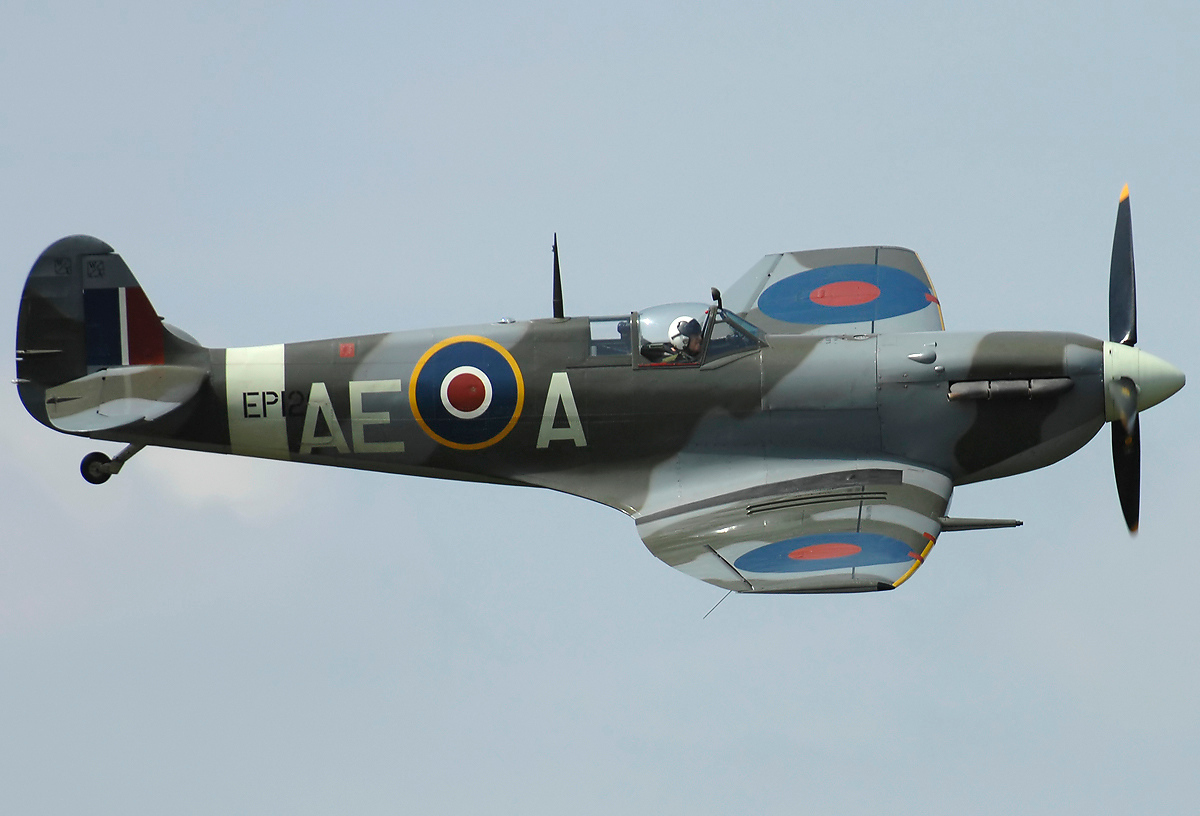
Supermarine Spitfire Mk.Vb w malowaniu kanadyjskiego dywizjonu 402

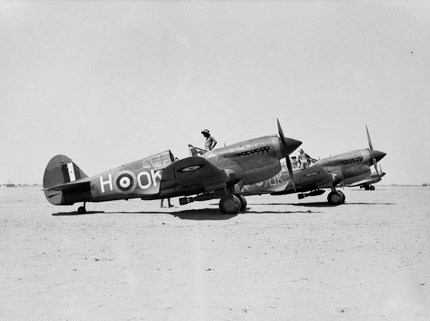
Samoloty Kittyhawk z australijskiego dywizjonu 450 w Afryce, sierpień 1942 r.

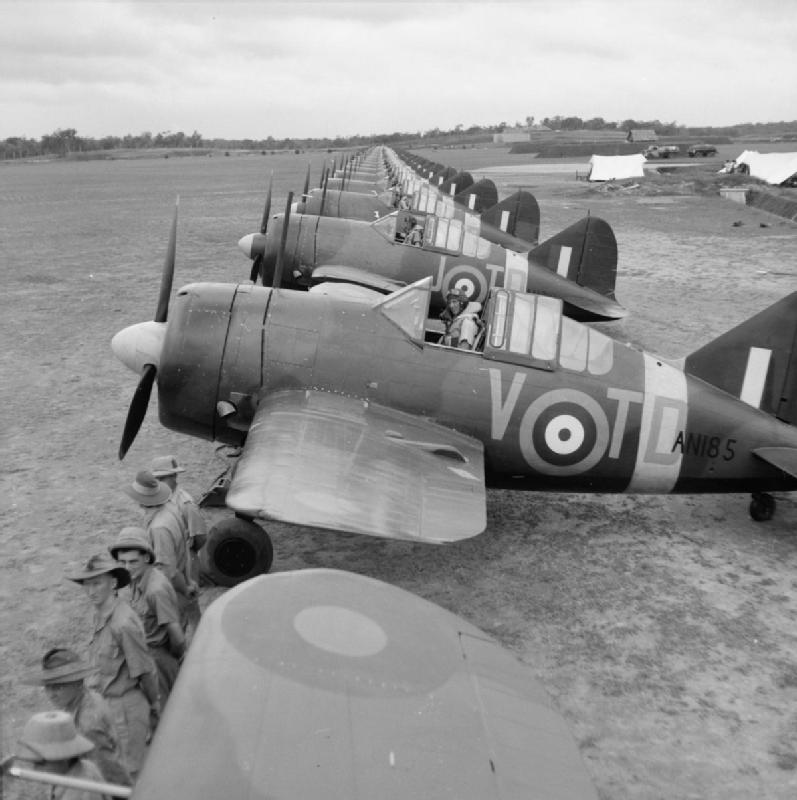
F2A Buffalo dywizjonu 453 RAAF na lotnisku Sembawang

| Dywizjon | Oznaczenie kodowe, okres stosowania, typ samolotu |
| 400      | SP – III.1941-1943, P-40 Tomahawk, North American P-51 Mustang |
| 401      | YO – VI.1940-VIII.1945, Hawker Hurricane, Supermarine Spitfire |
| 402      | AE – XI.1940-VII.1946, Hawker Hurricane, Supermarine Spitfire |
| 403      | KH – III.1940-VI.1945, P-40 Tomahawk, Supermarine Spitfire |
| 404      | EE – IV.1941-V.1945, Bristol Blenheim, Bristol Beaufighter EO – 1944, Bristol Beaufighter, de Havilland Mosquito                                                                                        |
| 405      | LQ – IV.1941, Vickers Wellington, Handley Page Halifax, Avro Lancaster |
| 406      | HU – V.1941-VIII.1945, Bristol Blenheim, Bristol Beaufighter, de Havilland Mosquito |
| 407      | HJ – brak danych RR – VI.1941-IV.1943, Bristol Blenheim, Lockheed Hudson |
| 408      | EQ – VI.941-V.1945, Handley Page Hampden, Handley Page Halifax, Avro Lancaster, |
| 409      | KP – VI.1941-III.1944, Boulton Paul Defiant, Bristol Blenheim, de Havilland Mosquito |
| 410      | RA – VI.1941-VI.1945, Boulton Paul Defiant, de Havilland Mosquito |
| 411      | DB – VI.1941-III.1946, Supermarine Spitfire |
| 412      | VZ – VI.1941-III.1945, Supermarine Spitfire |
| 413      | QL – VI.1941-III.1942, Consolidated PBY Catalina |
| 414      | RU – VIII.1941-1943, Westland Lysander, P-40 Tomahawk, North American P-51 Mustang |
| 415      | GX – VIII.1941-I.1942, Bristol Beaufort, Bristol Blenheim, Handley Page Hampden NH – XI.1943-VII.1944, Vickers Wellington, Fairey Albacore, Fairey Swordfish 6U – VII.1944-V.1945, Handley Page Halifax |
| 416      | DN – VI.1941-III.1945, Supermarine Spitfire |
| 417      | AN – XI.1941-VII.1946, Supermarine Spitfire, Hawker Hurricane |
| 418      | TH – XI.1941-IX.1945, Lockheed Hudson, de Havilland Mosquito |
| 419      | VR – XII.1941-IX.1945, Vickers Wellington, Handley Page Halifax, Avro Lancaster |
| 420      | PT – XII.1942-VI.1945, Handley Page Hampden, Vickers Wellington, Handley Page Halifax, Avro Lancaster                                                                                                   |
| 421      | AU – XI.1946-IV.1951, Avro Lancaster, Avro Lincoln |
| 422      | DG XI.1944-VI.1945, Short Sunderland |
| 423      | AB – 1942, Short Sunderland YI – 1944-VIII.1945, Short Sunderland |
| 424      | QB – X.1942-X.1945, Vicker Wellington, Handley Page Halifax, Avro Lancaster |
| 425      | KW – VI.1942-IX.1945, Vickers Wellington, Handley Page Halifax, Avro Lancaster |
| 426      | OW – X.1942-I.1946, Vickers Wellington, Avro Lancaster, Handley Page Halifax, Consolidated B-24 Liberator                                                                                               |
| 427      | ZL – XI.1942-VI.1946, Vickers Wellington, Handley Page Halifax, Avro Lancaster |
| 428      | NA – XI.1942-VI.1945, Vickers Wellington, Avro Lancaster |
| 429      | AL – XI.1942-V.1946, Vickers Wellington, Handley Page Halifax, Avro Lancaster |
| 430      | G9 – I.1943-VIII.1945, P-40 Tomahawk, North American P-51 Mustang, Supermarine Spitfire |
| 431      | SE – XII.1942-IX.1945, Vickers Wellington, Handley Page Halifax, Avro Lancaster |
| 432      | QO – V.1943-V.1945, Vickers Wellington, Avro Lancaster, Handley Page Halifax |
| 433      | BM – IX.1943-X.1945, Handley Page Halifax, Avro Lancaster 8J – brak danych |
| 434      | WL – VI.1943-VI.1946, Handley Page Halifax, Avro Lancaster |
| 436      | U6 – okres nieznany, Douglas DC-3 |
| 437      | Z2 – IX.1944-VI.1946, Douglas DC-3 |
| 438      | F3 – XI.1943-VIII.1945, Hawker Hurricane, Hawker Typhoon |
| 439      | 5V – XII.1943-VIII.1945, Hawker Hurricane, Hawker Typhoon |
| 440      | I8 – II.1944-VIII.1945, Hawker Hurricane, Hawker Typhoon |
| 441      | 9G – II.1944-VIII.1945, Supermarine Spitfire, North American P-51 Mustang |
| 442      | Y2 – II.1944-VIII.1945, Supermarine Spitfire, North American P-51 Mustang |
| 443      | 2I – II.1944-III.1946, Supermarine Spitfire |
| 450      | OK – 1942-VIII.1945, Hawker Hurricane, P-40 Kittyhawk |
| 451      | BQ – VI.1941-XII.1944, Hawker Hurricane, Supermarine Spitfire NI – XII.1944-I.1946, Supermarine Spitfire                                                                                                |
| 452      | UD – IV.1941-VI.1942, Supermarine Spitfire |
| 453      | FN – VI.1942-VIII.1943 FU – 1942-V.1945, Supermarine Spitfire TD – VIII.1941-II.1942, Brewster F2A Buffalo                                                                                              |
| 455      | UB VI.1941-VI.1945, Handley Page Hampden, Bristol Beaufighter |
| 456      | PZ – 1941, Boulton Paul Defiant RX – IX.1941-VI.1945, Bristol Beaufighter, de Havilland Mosquito |
| 457      | BP – VI.1941-VI.1942, Supermarine Spitfire |
| 458      | MD – okres nieznany, Vickers Wellington |
| 459      | BP – okres nieznany, Lockheed Hudson, Lockheed Ventura, Martin Baltimore |
| 460      | AR – V.1943-X.1945, Avro Lancaster UV – XI.1941-V.1943, Vickers Wellington, Handley Page Halifax, Avro Lancaster                                                                                        |
| 461      | UT – 1944-VI.1945, Short Sunderland |
| 462      | Z5 – VIII.1944, IX.1945, Handley Page Halifax |
| 463      | JO – XI.1943-IX.1945, Avro Lancaster |
| 464      | SB – IX.1942-IX.1945, Lockheed Ventura, de Havilland Mosquito |
| 466      | HD – X.1942-XI.1943, Vickers Wellington, Handley Page Halifax |
| 467      | PO – XI.1942-IX.1945, Avro Lancaster |
| 485      | OU – III.1941-VIII.1945, Supermarine Spitfire, Hawker Typhoon, Hawker Tempest |
| 486      | SA – III.1942-X.1945, Hawker Typhoon, Hawker Tempest |
| 487      | EG VIII.1942-Ix.1945, Lockheed Ventura, de Havilland Mosquito |
| 488      | ME – VI.1942-IV.1945, Bristol Beaufighter, de Havilland Mosquito NF – XI.1941-I.1942, Brewster F2A Buffalo                                                                                              |
| 489      | P6 – XIII.1943-VIII.1945, Bristol Beaufighter XA – 1942, Handley Page Hampden |

#### 500-599
W tym przedziale numerów znalazły się jednostki:
- 500-504 – Dywizjony Special Reserve RAF utworzone w połowie i pod koniec lat 20. XX w.,

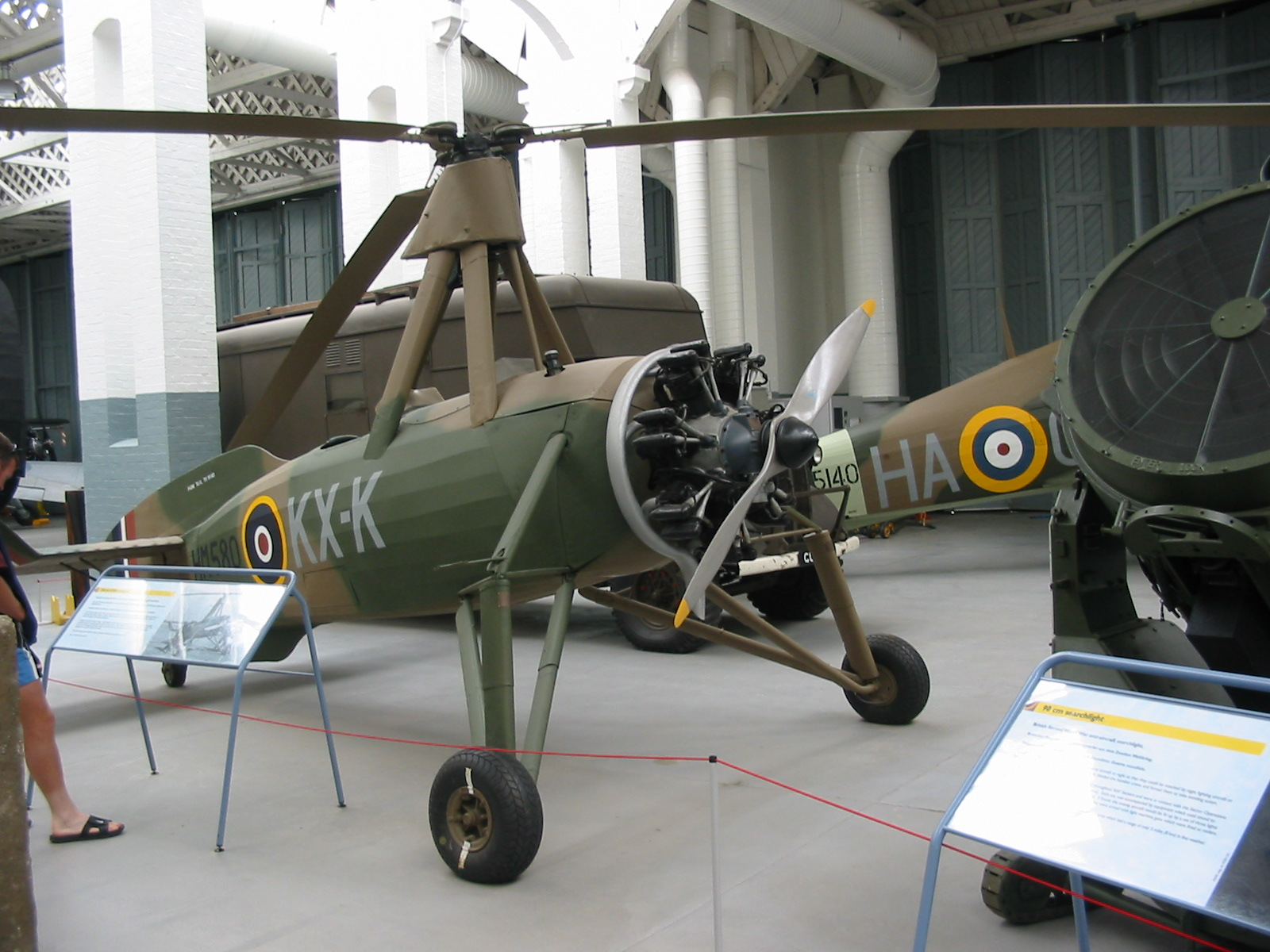
Cierva C.30 w malowaniu dywizjonu 529

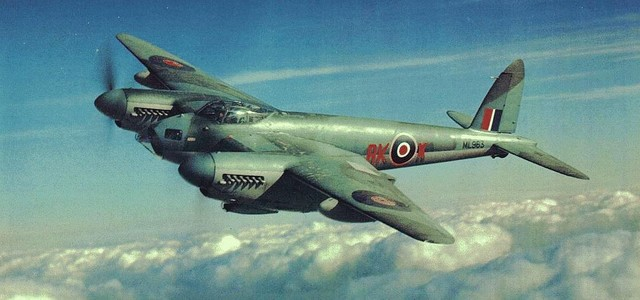
de Havilland Mosquito z dywizjonu 571

- 510-599 – Dywizjony RAF.

| Dywizjon | Oznaczenie kodowe, okres stosowania, typ samolotu |
| 500      | MK – IX.1939–IV.1944, Avro Anson, Lockheed Hudson, Bristol Blenheim S7 – 1949-1951, Gloster Meteor, Harvard RAA – V.1946–1950                                                                                                   |
| 501      | SD – IX.1939-1951, Hawker Hurricane, Supermarine Spitfire, Hawker Tempest, Gloster Meteor, de Havilland Vampire, Harvard |
| 502      | V9 – VII.1944-V.1945, Handley Page Halifax, Supermarine Spitfire, Harvard, de Havilland Vampire, Gloster Meteor YG – IX.1939-VIII.1943, Avro Anson, Armstrong Whitworth Whitley                                                 |
| 504      | TM – IX.1939-VIII.1945, 1949-1951, Hawker Hurricane, Supermarine Sppitfire, Gloster Meteor, Harvard |
| 511      | BC – brak danych |
| 512      | DN – brak danych HC – VIII.1943-VIII.1945, Douglas DC-3 |
| 513      | CS – X-XI.1943, Short Stirling, Avro Lancaster |
| 514      | A2 – XII.1943-VIII.1945, Avro Lancaster JI – IX.1943-VIII.1945, Avro Lancaster |
| 515      | 3P – X.1942-VI.1945, de Havilland Mosquito |
| 518      | Y3 – VII.1943-1951, Handley Page Halifax, Airspeed Oxford, Handley Page Hastings |
| 519      | Z9 – VIII.1943-V.1946, Supermarine Spitfire, Handley Page Halifax, Boeing B-17 Flying Fortress, Lockheed Hudson, Airspeed Oxford                                                                                                |
| 520      | 2M – okres nieznany, Handley Page Halifax |
| 521      | 5O – IV.1943-IV.1946, Hawker Hurricane |
| 524      | 7R – IV.1944-V.1945, Vickers Wellington |
| 525      | 8P – brak danych |
| 526      | MD – VI.1943-V.1945, Bristol Blenheim, de Havilland Hornet Moth, Airspeed Oxford, de Havilland Dragon Rapide |
| 527      | WN – VI.1943-IV.1946, Bristol Blenheim, Supermarine Spitfire, Hawker Hurricane, Airspeed Oxford |
| 529      | KX – VI.1943-X.1945, Cierva C.30, de Havilland Hornet Moth |
| 540      | DH – X.1942-VII.1953, de Havillland Mosquito |
| 541      | WY – XI.1947-1951, Supermarine Spitfire, Harvard, Gloster Meteor ES – 1945-X.1946, Supermarine Spitfire |
| 547      | 2V – XI.1943-VI.1945, Consolidated B-24 Liberator |
| 548      | TS – X.1943-X.1945, Supermarine Spitfire |
| 549      | ZF – CII.1943-X.1945, Supermarine Spitfire |
| 550      | BQ – XI.1943-X.1945, Avro Lancaster |
| 567      | I4 – XII.1943-VI.1946, Vultee A-31 Vengeance, Miles Martinet, Airspeed Oxford, Supermarine Spitfire, Hawker Hurricane, Grumman TBF Avenger, Boulton Paul Defiant, Fairey Swordfish, Vickers Wellington, de Havilland Tiger Moth |
| 570      | V8 – XI.1943-I.1946, Armstrong Whitworth Albemarle, Short Stirling E7 – V.1943-I.1946, Armstrong Whitworth Albemarle |
| 571      | 8K – IV.1944-IX.1945, dw Havilland Mosquito |
| 575      | I9 – II.1944-I.1946, Douglas DC-3 |
| 576      | UL – XI.1943-IX.1945, Avro Lancaster |
| 577      | 3Y – XII.1943-VI.1946, Supermarine Spitfire, Airspeed Oxford, Avro Anson, Bristol Beaufighter |
| 578      | LK – I.1944-IV.1945, de Havilland Mosquito |
| 582      | 6O – IV.1944-IX.1945, Avro Lancaster |
| 587      | M4 – XII.1943-VI.1945, Supermarine Spitfire, Airspeed Oxford, Harvard, Miles Martinet, Hawker Hurricane, Vultee A-31 Vengeance                                                                                                  |
| 595      | 7B – XII.1943-II.1949, Miles Martinet, Supermarine Spitfire, Bristol Beaufighter, Harvard, Airspeed Oxford |

#### 600-699
W tym przedziale numerów znalazły się jednostki:
- 600-616 – dywizjony Royal Auxiliary Air Force formowane w latach 1925–1938,
- 617-650 – dywizjony RAF,
- 651-666 – dywizjony współpracy z artylerią,

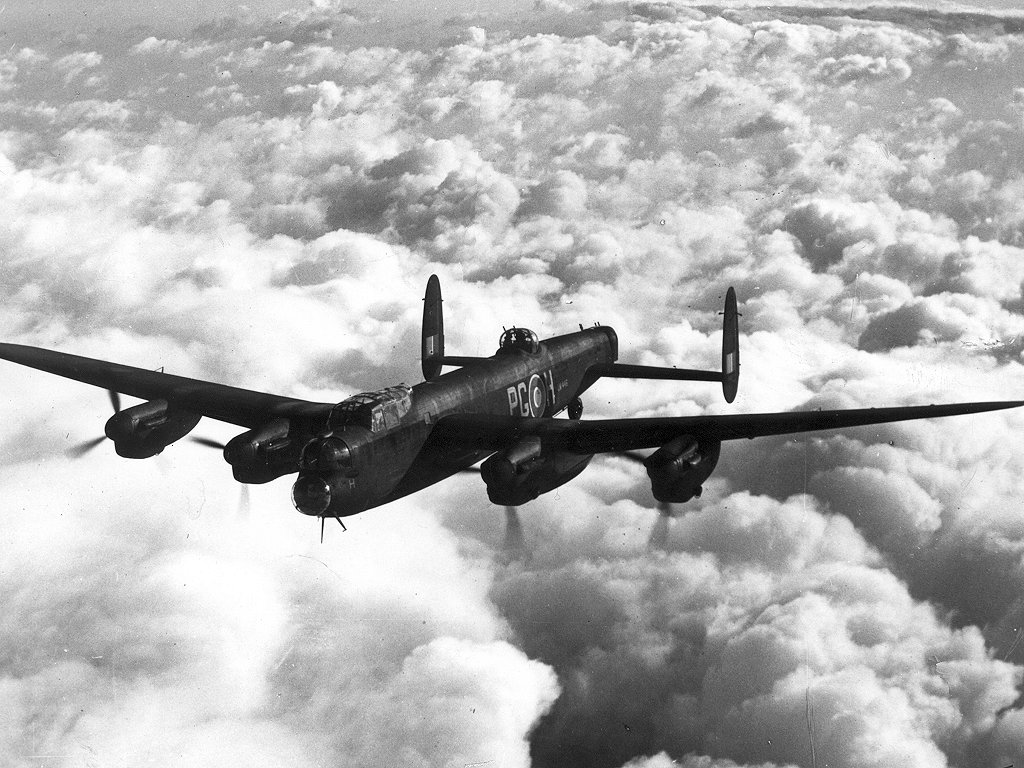
Avro Lancaster z 619 dywizjonu bombowego RAF

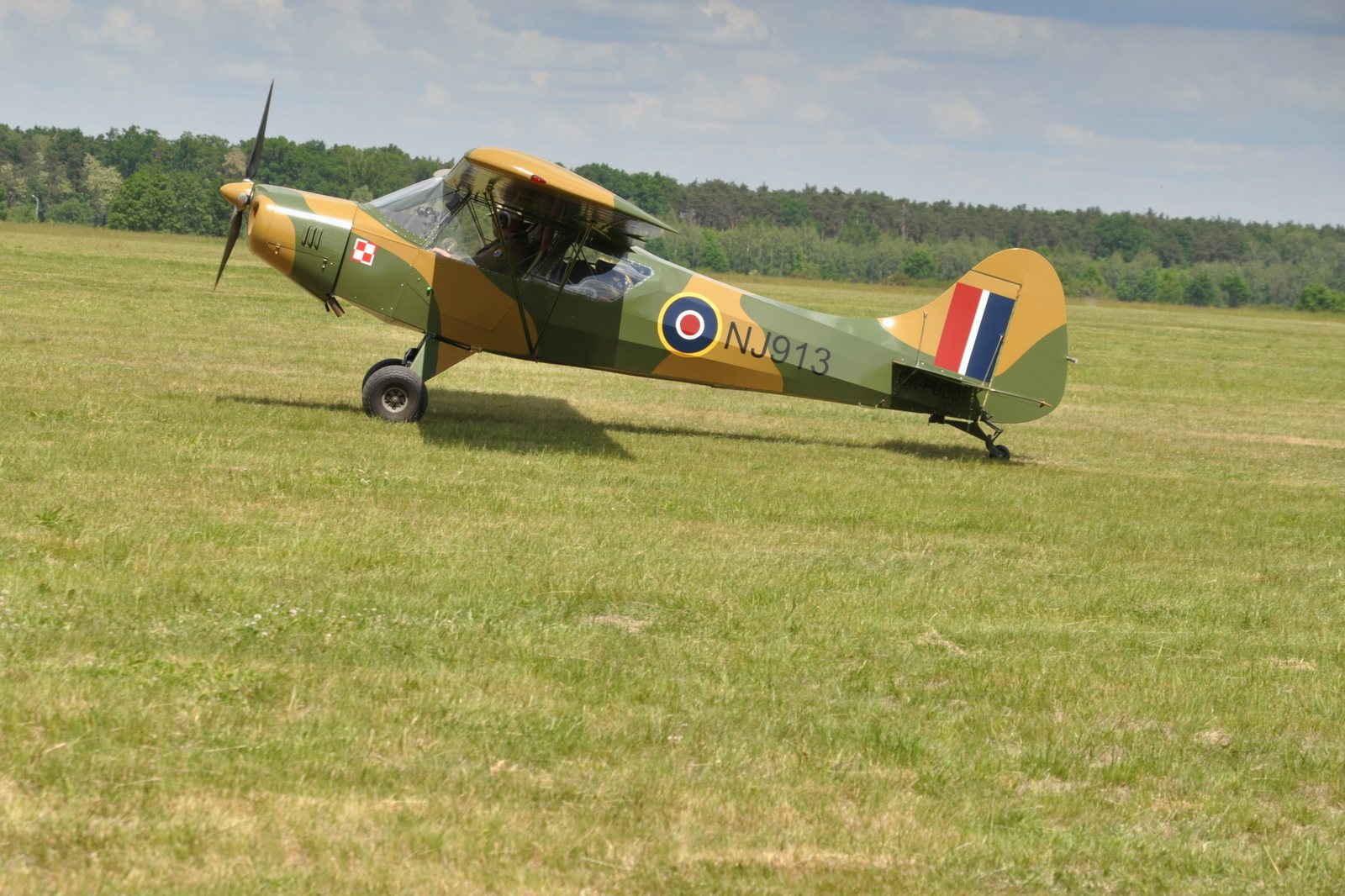
Replika samolotu Taylorcraft Auster z polskiego 663. dywizjonu bez oznaczeń kodowych

- 667-695 – dywizjony RAF.

| Dywizjon | Oznaczenie kodowe, okres stosowania, typ samolotu |
| 600      | BQ – IX.1939-XI.1942, 1949-1950, Bristol Blenheim, Bristol Beaufighter, Harvard, de Havilland Vampire, Gloster Meteor                                                                                   |
| 601      | HT – 1949, de Havilland Vampire UF – IX.1939-1945, Bristol Blenheim, Supermarine Spitfire, Hawker Hurricane, Bell P-39 Airacobra                                                                        |
| 602      | LO – IX.1939-V.1945, Supermarine Spitfire |
| 603      | XT – IX.1939-IV.1942, 1949, Supermarine Spitfire |
| 604      | NG – IX.1939-1951, de Havilland Vampire, Bristol Blenheim, Bristol Beaufighter, de Havilland Mosquito                                                                                                   |
| 605      | ML – VI.1940-1942, Hawker Hurricane NR – 1949, de Havilland Vampire UP – 1942, Douglas A-20 Havoc, Douglas Boston. de Havilland Mosquito                                                                |
| 607      | AF – 1939-1945, Supermarine Spitfire LA – 1949-IV.1951, Supermarine Spitfire RAN – VI.1946-1949, Supermarine Spitfire                                                                                   |
| 608      | 6T – VIII.1944-1945, de Havilland Mosquito, Harvard, Gloster Meteor, Airspeed Oxford UL – IX.1939-VII.1943, Avro Anson, Blackburn Botha, Bristol Blenheim, Lockheed Hudson                              |
| 609      | BL – IV-IX.1939 PR – IX.1939-IV.1951, Supermarine Spitfire, Hawker Typhoon, Harvard RAP – V.1946-1949                                                                                                   |
| 610      | DW – IX.1939-III.1945, 1949-1951, Supermarine Spitfire, Gloster Meteor |
| 611      | FY – IX.1939-1951, Supermarine Spitfire, North American P-51 Mustang, Gloster Meteor |
| 612      | WL – 1941-VII.1943, Armstrong Whitworth Whitley 8W – VII.1944-VII.1945, 1949-1951, Vickers Wellington, Supermarine Spitfire, de Hailland Vampire, Gloster Meteor                                        |
| 613      | Q3 – 1949-1953, Supermarine Spitfire, de Hailland Vampire, Harvard, Gloster Meteor SY – IV.1942-VIII.1945, North American P-51 Mustang, de Havilland Mosquito RAT – V.1946-III.1950 ZR – X.1939-IV.1942 |
| 614      | 7A – 1949-1951, Supermarine Spitfire, Gloster Meteor LJ – 1940-VIII.1942, Hawker Hind, Westland Lysander, Bristol Blenheim YX – IX.1939-1940, Westland Lysander                                         |
| 615      | KW – IX.1939-IX.1945, Gloster Gladiator, Hawker Hurricane, Supermarine Spitfire V6 – 1949-IV.1951, Supermarine Spitfire, Gloster Meteor, Harvard                                                        |
| 616      | QJ – 1941, Supermarine Spitfire YQ – 1940-VIII.1945, 1949-1951, Supermarine Spitfire, Gloster Meteor, Harvard                                                                                           |
| 617      | AJ – III.1943-1946, Avro Lancaster, de Havilland Mosquito KC – 1943-1946, IX.1946-IV.1951, Avro Lancaster, Avro Lincoln YZ – 1945, Avro Lancaster                                                       |
| 619      | PG – IV.1943-VII.1946, Avro Lancaster |
| 620      | D4 – VI.1943-VII.1945, Short Stirling, Handley Page Halifax QS – VI.1943-IX.1946, Short Stirling, Handley Page Halifax                                                                                  |
| 622      | GI – VIII.1943-VIII.1945, Short Stirling, Avro Lancaster |
| 623      | IC – VIII-XII.1943, Short Stirling |
| 625      | CF – X.1943-X.1945 |
| 626      | UM – XI.1943-X.1945, Avro Lancaster |
| 627      | AZ – XI.1943-IX.1945, de Havilland Mosquito |
| 630      | LE – XI.1943-VII.1945, Avro Lancaster |
| 631      | 6D – XII.1943-III.1949, Supermarine Spitfire, Miles M.25 Martinet, Hawker Hurricane, Hawker Henley, Vultee A-31 Vengeance, Airspeed Oxford                                                              |
| 635      | F2 – III.1944-IX.1945, Avro Lancaster |
| 640      | C8 – I.1944-V.1945, Handley Page Halifax |
| 644      | 2P – II.1944-IX.1946, Handley Page Halifax 9U – II.1944-IX.1946, Handley Page Halifax |
| 650      | T7 – XII.1943-VI.1945, Miles M.25 Martinet |
| 652      | XM – brak danych, Taylorcraft Auster |
| 657      | TS – brak danych, Taylorcraft Auster, Sikorsky R-6, Percival Proctor |
| 660      | BG – X.1945, Taylorcraft Auster |
| 661      | OE – 1944-1945, Taylorcraft Auster |
| 662      | ET – brak danych, Taylorcraft Auster |
| 663      | - |
| 666      | BX – brak danych |
| 667      | U4 – 1943-XII.1945, Boulton Paul Defiant, Vultee A-31 Vengeance, Supermarine Spitfire |
| 679      | 3M – 1944, Miles M.25 Martinet, Hawker Hurricane |
| 691      | 5S – XII.1943-II.1949, Supermarine Spitfire, Airspeed Oxford, Miles M.25 Martinet, Vultee A-31 Vengeance                                                                                                |
| 692      | P3 – I.1944-IX.1945, de Havilland Mosquito |
| 695      | 4M – XII.1943-III.1949, Hawker Henley, Hawker Hurricane, Supermarine Spitfire, Airspeed Oxford, Bristol Beaufighter, Harvard 8Q – III.1945-II.1949                                                      |

### Eskadry
W Royal Air Force do działalności specjalnej, nie mieszczącej się w zakresie pracy dywizjonów, przydzielano jednostki na poziomie eskadry (ang. Flight):

#### Numerowane

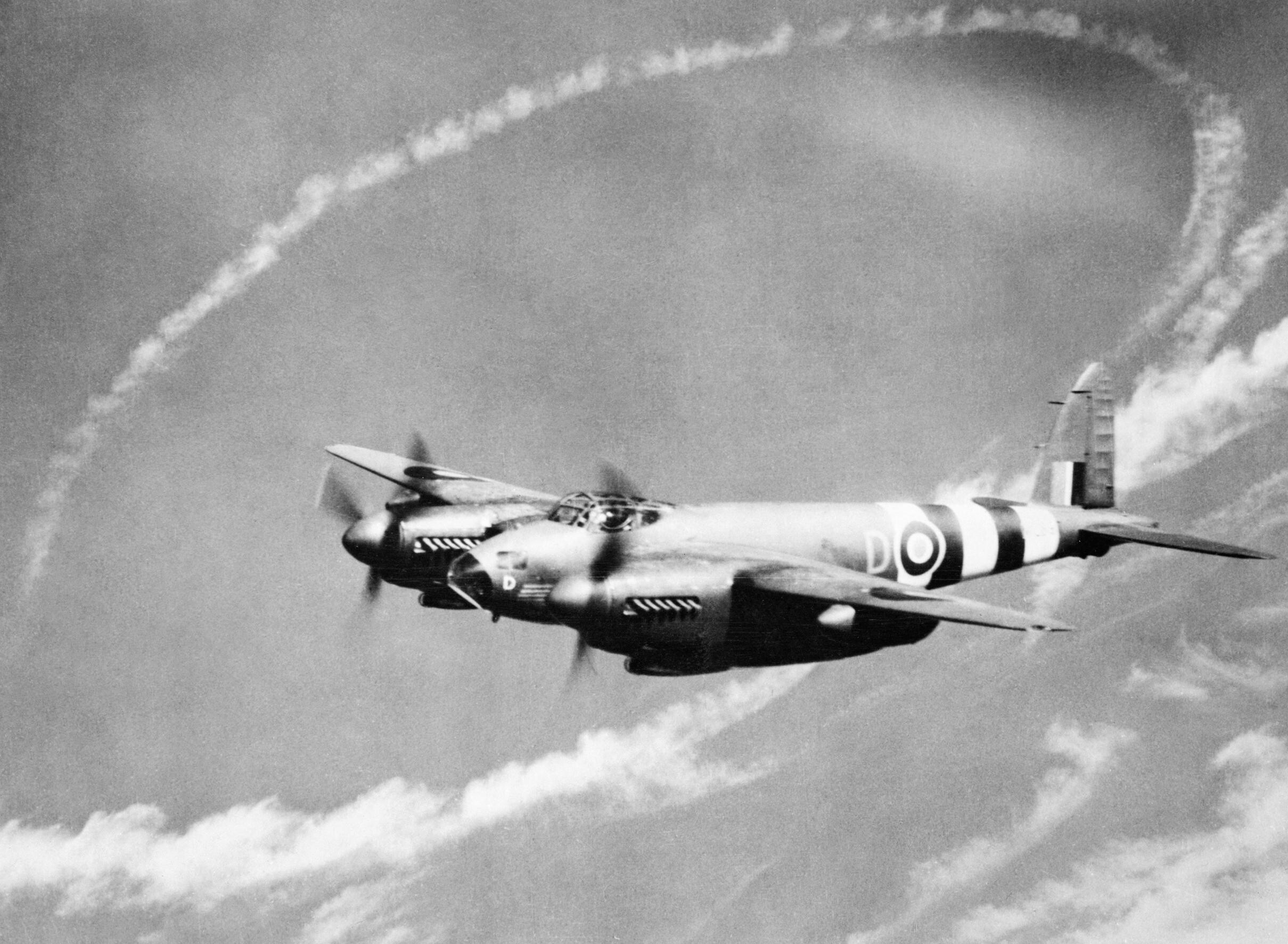
De Havilland Mosquito PR Mk IX z 1409 eskadry meteorologicznej. Oznaczenie jednostki zamalowane pasami szybkiej identyfikacji stosowanymi po lądowaniu w Normandii

| Eskadra | Oznaczenie kodowe, okres stosowania, typ samolotu                                                                                 |
| 421     | L-Z – X.1940-II.1941, Hawker Hurricane Ia, Supermarine Spitfire IIa                                                               |
| 1316    | WK – brak danych |
| 1323    | QF – okres nieznany, Avro Lancaster                                                                                               |
| 1359    | ZW – brak danych |
| 1401    | BN – 1945-VI. 1946, Supermarine Spitfire IX TE – Hawker Hurricane IV                                                              |
| 1402    | DQ – XII.1945-V.1946, Hawker Hurricane                                                                                            |
| 1409    | AE – 1945, de Havilland Mosquito                                                                                                  |
| 1473    | ZP – VII.1942-I1944, Vickers Wellington III, Avro Anson I                                                                         |
| 1476    | UX – okres nieznany, Avro Anson                                                                                                   |
| 1477    | KK – IX.1944-XI.1945, Consolidated PBY Catalina, de Havilland Mosquito VI                                                         |
| 1508    | UQ – brak danych |
| 1510    | RF – 1945-IX.1945, Avro Anson, Airspeed Oxford                                                                                    |
| 1513    | LL – 1945-X.1946, Airspeed Oxford, Avro Anson                                                                                     |
| 1516    | QW – 1945-1946, Airspeed Oxford                                                                                                   |
| 1521    | J6 – 1945-1946, Airspeed Oxford                                                                                                   |
| 1527    | PY – 1941-I.1946, Airspeed Oxford                                                                                                 |
| 1529    | GL – I.1941-XI.1942, Miles Master YM – brak danych                                                                                |
| 1552    | ER – XII.1945-1946, Airspeed Oxford PN – 1945-1946, Airspeed Oxford SS – 1945, Airspeed Oxford                                    |
| 1555    | DR – 1945-1946, Airspeed Oxford                                                                                                   |
| 1556    | VT – brak danych |
| 1557    | AB – 1945-1946, Airspeed Oxford                                                                                                   |
| 1561    | VM – brak danych |
| 1606    | D2 – XI.1942, Miles M.25 Martinet                                                                                                 |
| 1641    | MW – brak danych |
| 1677    | HM – III.1944-I.1946, Miles M.25 Martinet                                                                                         |
| 1678    | SW – III.1943-1944, Avro Lancaster                                                                                                |
| 1680    | MJ – okres nieznany, Avro Anson, Douglas DC-3                                                                                     |
| 1682    | UH – 1945, Hawker Hurricane IIC, Supermarine Spitfire LF Mk. XVI                                                                  |
| 1683    | FP – 1943-1944, P-40 Tomahawk |
| 1687    | 4E – XII.1944-IV.1945, Supermarine Spitfire, Miles M.25 Martinet, Hawker Hurricane                                                |
| 1688    | 6H – III.1944-XI.1946, Hawker Hurricane                                                                                           |
| 1689    | 9X – 1945-1946, Avro Lancaster, Harvard, Airspeed Oxford, Vickers Wellington, de Havilland Mosquito, Percival Proctor, Avro Anson |
| 1690    | 9M – 1944, Supermarine Spitfire, Miles M.25 Martinet, Hawker Hurricane                                                            |
| 1692    | 4X – VI.1944-VI.1945, de Havilland Mosquito                                                                                       |
| 1695    | 3K – okres nieznany, Hawker Hurricane                                                                                             |
| 1697    | U7 – 1944-1945, Avro Anson, Hawker Hurricane                                                                                      |
| 1699    | 4Z – 1945-1946, Airspeed Oxford, Avro Anson, Percival Proctor, Douglas DC-3                                                       |

#### Communication Flight
| Eskadra | Oznaczenie kodowe, okres stosowania, typ samolotu                                                                              |
| 1       | 3V – 1945-1947, Avro Anson, Percival Proctor                                                                                   |
| 2       | 4A – brak danych K2 – okres nieznany, Avro Anson XR – brak danych                                                              |
| 3       | 3S – 1945-1946, Avro Anson, Percival Proctor                                                                                   |
| 4       | M8 – brak danych |
| 5       | 4B – okres nieznany, Avro Anson, Airspeed Oxford                                                                               |
| 8       | 8H – brak danych |
| 11      | JC – okres powojenny, Airspeed Oxford                                                                                          |
| 12      | WQ – 1945, Avro Anson, Airspeed Oxford, Percival Proctor                                                                       |
| 13      | LG – brak danych |
| 16      | S9 – 1945-1946, Percival Proctor                                                                                               |
| 19      | G2 – okres nieznany, Avro Anson, Percival Proctor                                                                              |
| 38      | 5N – 1945, Percival Proctor |
| 41      | M7 – okres nieznany, Avro 621 Tutor S6 – 1945-1946, Percival Proctor, Messerschmitt Bf 108, Avro Anson, Miles M.28 Mercury     |
| 42      | CM – brak danych |
| 43      | IB – okres nieznany, Avro Anson                                                                                                |
| 48      | 3M – okres nieznany, Percival Proctor YV – brak danych                                                                         |
| 83      | LN – brak danych M6 – okres nieznany, Avro Anson                                                                               |
| 84      | EP – 1945, Miles M.38 Messenger, Avro Anson, Percival Proctor, Taylorcraft Auster 2O – 1945, Hawker Hurricane 7H – brak danych |
| 85      | VK – brak danych |
| 87      | P7 – 1945, Airspeed Oxford |
| 88      | 2Q – 1945-1946, Avro Anson |
| 100     | 3E – brak danych |

#### Maintenance Unit Communication Flight
| Eskadra | Oznaczenie kodowe |
| 4       | 4J                |
| 6       | V4                |
| 8       | J8                |
| 9       | 2L                |
| 10      | Z4                |
| 12      | 8C                |
| 13      | 3J                |
| 15      | 8Y                |
| 18      | W6                |
| 19      | 6Z                |
| 20      | 9Y                |
| 22      | D8                |
| 23      | 3B                |
| 24      | W9 J8             |
| 29      | Q7                |
| 30      | 4U                |
| 32      | I6                |
| 33      | M2                |
| 38      | 3X                |
| 39      | 5K                |
| 44      | 9O                |
| 45      | Z8                |
| 46      | T2                |
| 51      | U5                |
| 57      | 7D                |
| 272     | 2B                |
| 273     | DA                |
| 274     | R8                |

### Jednostki szkoleniowe
Jednostki wyszkolenia bojowego, odpowiedzialne za ostateczny etap szkolenia również posiadały własne oznaczenia kodowe:

#### Operational Training Unit (OTU)

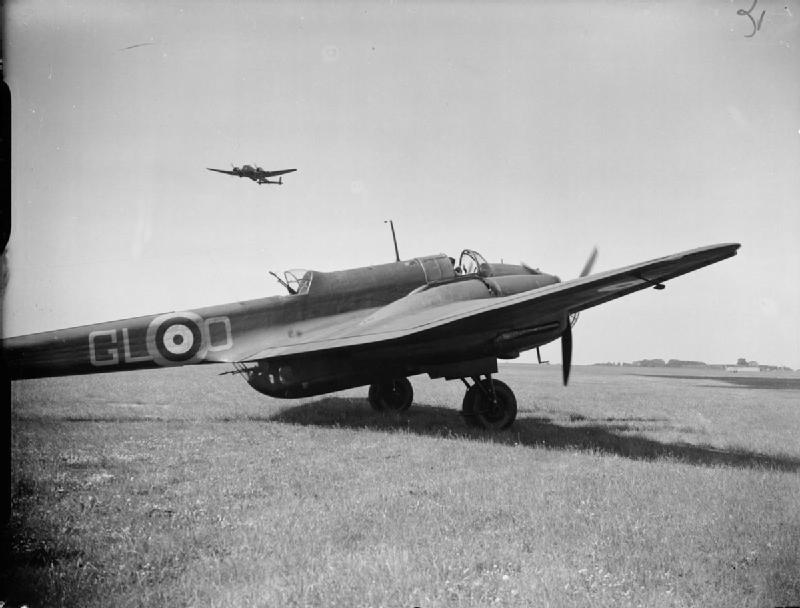
Handley Page Hampden z 14 Operational Training Unit

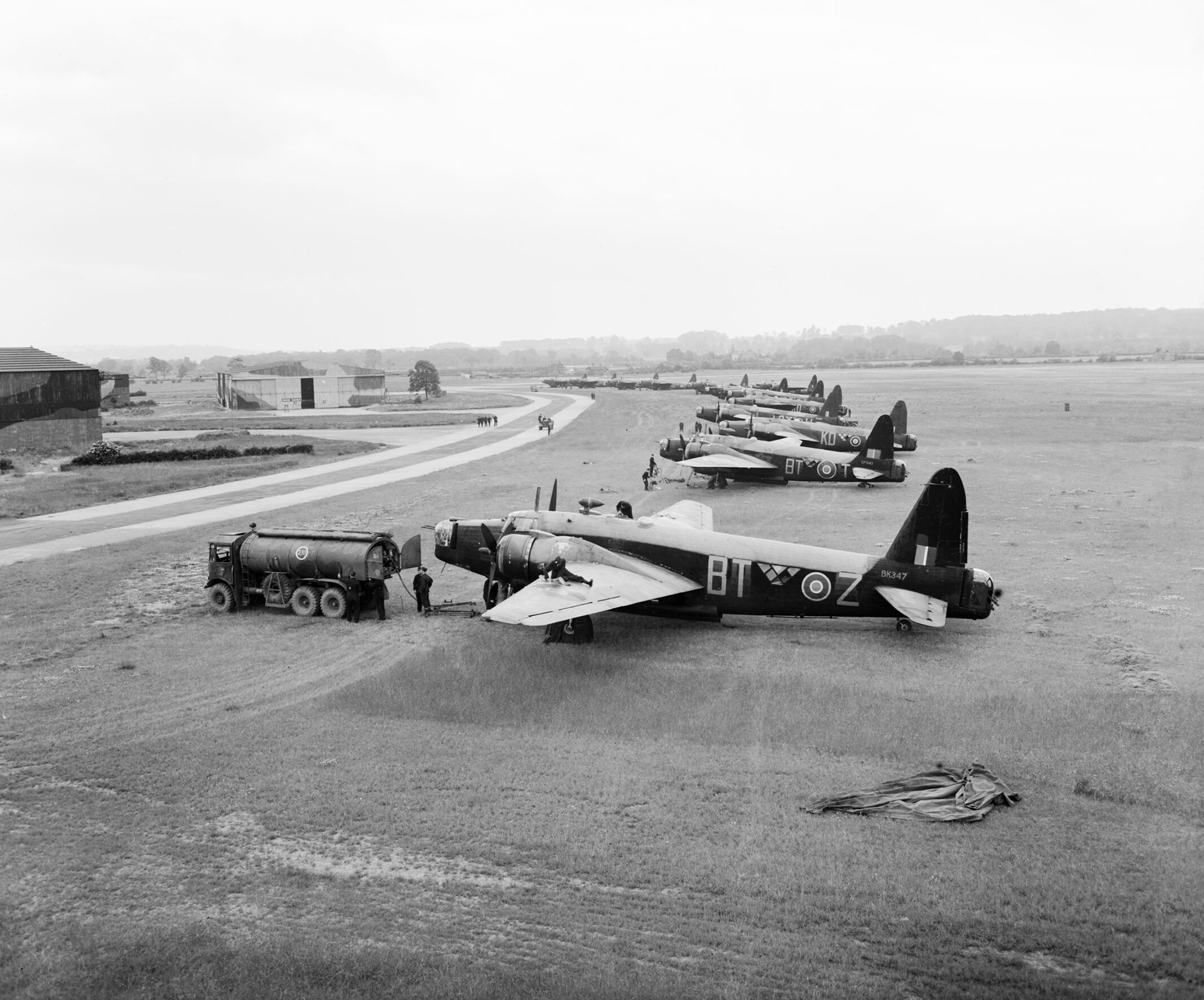
Vickers Wellington Mk. III z 30 Operational Training Unit

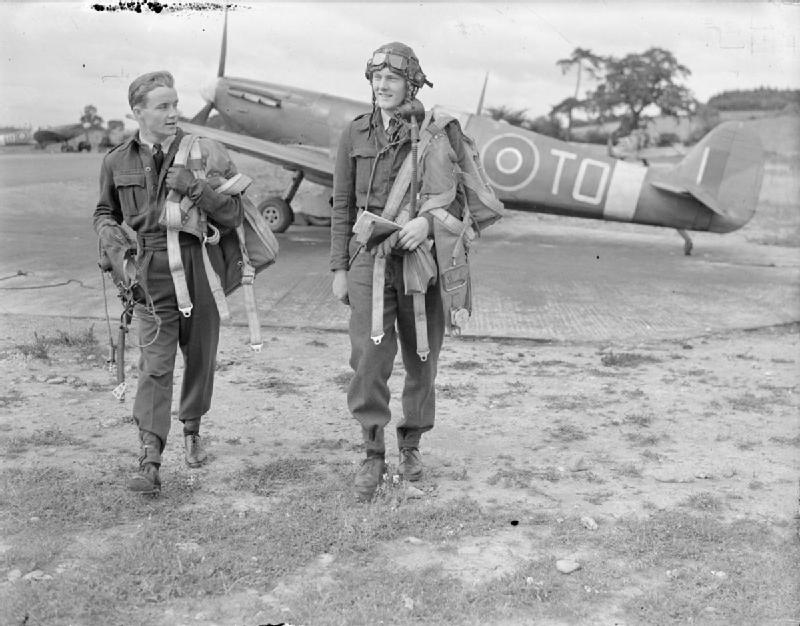
Piloci na tle Supermarine Spitfire z 61 Operational Training Unit

| OTU | Oznaczenie kodowe |
| 2   | ZR                |
| 3   | HR KG SG          |
| 4   | QZ TA             |
| 5   | WA                |
| 6   | K7 OD             |
| 8   | FE LP OD K7       |
| 10  | EL JL JY RK UY ZG |
| 11  | KH KJ OP TX       |
| 12  | FQ JP ML          |
| 13  | FV KQ OY SL XD XJ |
| 14  | AM GL VB          |
| 15  | EO FH KK          |
| 16  | GA JS XG          |
| 17  | AY JG WJ          |
| 18  | LD                |
| 19  | UO XF ZV          |
| 20  | JM MK XL YN YR ZT |
| 21  | ED SJ UH          |
| 22  | DD LT OX XN       |
| 23  | BY FZ             |
| 24  | FB TY UF          |
| 26  | EU PB WG          |
| 27  | BB EN UJ YL       |
| 28  | LB QN VQ WY       |
| 29  | NT TF             |
| 30  | BT KF TN          |
| 41  | HX IO 6R          |
| 42  | GM GO             |
| 43  | BD PF             |
| 51  | BD PF             |
| 52  | CT EH GK NS OQ TJ |
| 53  | MV QG             |
| 54  | BF LX ST YX       |
| 55  | EH PA             |
| 56  | FE GF HQ OD       |
| 57  | JZ LV PW XO       |
| 58  | P9 PQ XB          |
| 59  | II 7L MF 4Q       |
| 60  | AT JP 8V          |
| 61  | DE HX KR TO UU    |
| 77  | AX                |
| 80  | 3H                |
| 81  | EZ JB KG          |
| 82  | BZ KA TD          |
| 83  | FI GS MZ          |
| 84  | CZ IF             |
| 85  | 9P 2X             |
| 86  | BZ                |
| 105 | 8F                |
| 107 | CM                |
| 111 | 3G H3 X3          |
| 132 | 9Y                |

#### Conversion Unit i Operational Conversion Unit
Zadania wykraczające poza specyfikę szkolenia Operational Training Unit (np. szkolenie załóg samolotów czterosilnikowych) były realizowane w wyspecjalizowanych jednostkach. Nosiły one oznaczenia kodowe:

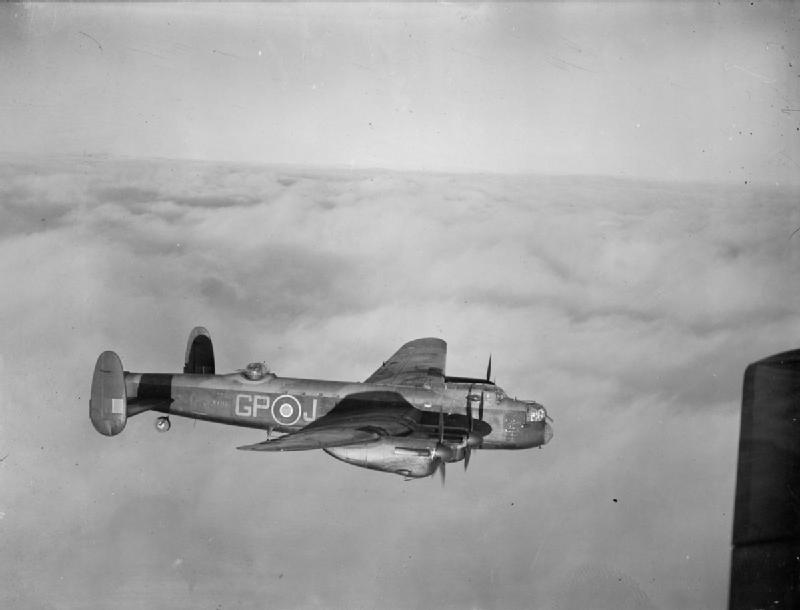
Avro Lancaster z 1661 Heavy Conversion Unit

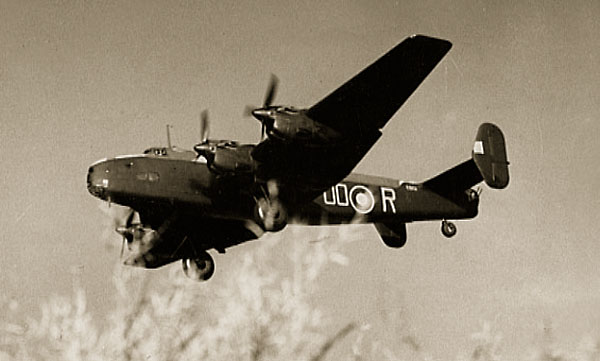
Handley Page Halifax z 1663 Heavy Conversion Unit

| Jednostka | Oznaczenie kodowe |
| 202       | UH ED             |
| 226       | HX KD KR UU XL    |
| 227       | BD PF             |
| 229       | ES RS             |
| 230       | SN A3             |
| 235       | TA                |
| 236       | K7                |
| 237       | LP                |
| 240       | NU                |
| 1332      | YY                |
| 1333      | ZR                |
| 1335      | XL                |
| 1336      | ZS                |
| 1380      | KG                |
| 1381      | I5 7Z             |
| 1382      | NU                |
| 1383      | GY                |
| 1384      | Q6                |
| 1651      | BS QQ YZ          |
| 1652      | GV JA             |
| 1653      | A3 H4 MX M9       |
| 1654      | JF UG             |
| 1655      | Nil               |
| 1656      | BL EK             |
| 1657      | AK XT             |
| 1658      | TT ZB             |
| 1659      | FD YW             |
| 1660      | TV YW             |
| 1661      | GP KB             |
| 1663      | OO                |

### Eskadry Dowództwa Bazy
Bazy RAF miały nadane oznaczenia, które malowano na samolotach eskadr do nich przypisanych. Oznakowane było zgodne z systemem przyjętym w RAF:
| Nazwa bazy        | Oznaczenie kodowe |
| Abingdon          | T5                |
| Acaster Malbis    | 3T                |
| Acklington        | 7I                |
| Aldergrove        | 7X                |
| Ballykelly        | 8U                |
| Bardney           | 7U                |
| Faldingworth      | UN                |
| Benson            | 5I                |
| Bentwaters        | YB                |
| Binbrook          | CG                |
| Bramcote          | TQ                |
| Brawdy            | 2H                |
| Breighton         | JQ                |
| Broadwell         | DZ GX             |
| Buckeburg         | N9                |
| Castle Camps      | W5                |
| Celle             | WL                |
| Chedburgh         | VW                |
| Chilbolton        | IW                |
| Chivenor          | 6H                |
| Coningsby         | W3                |
| Cottesmore        | 6V                |
| Dallachy          | Y5                |
| Doncaster         | SP                |
| Down Ampney       | YO                |
| Dunsfold          | IY                |
| Duxford           | GJ                |
| Dyce              | TU                |
| EastKirkby        | HV                |
| Elsham Wolds      | LM                |
| Exeter            | VP                |
| Feltwell          | LC                |
| Filton            | RR                |
| Finningley        | JV                |
| Fiskerton         | MC                |
| Foulsham          | 2N                |
| Full Sutton       | HP                |
| Gibraltar         | 5D                |
| Glatton           | MX                |
| Graveley          | WZ                |
| Grimsetter        | JD                |
| Gt Dunmow         | AN                |
| Hendon            | RU                |
| Hethel            | D6                |
| Holmsley South    | CC                |
| Horsham St Faith  | GD                |
| Kemble            | DI                |
| Kenley            | FC                |
| Killingholme      | GQ                |
| Kirmington        | QP                |
| Kirton-in-Lindsey | VE                |
| Lindholme         | VF                |
| Linton-on-Ouse    | MS                |
| Little Staughton  | CL                |
| Llanbedr          | DS                |
| Lossiemouth       | YU                |
| Ludford Magna     | CY                |
| Lyneham           | N7                |
| Marston Moor      | P2                |
| Melbourn          | T6                |
| Melton Mowbray    | 4L                |
| Mepal             | LH                |
| Merryfield        | O8                |
| Metheringham      | YJ                |
| Netheravon        | YA                |
| Northolt          | 7G                |
| Oakington         | DC                |
| Odiham            | EC                |
| Pembroke Dock     | 6Q                |
| Pershore          | GC                |
| Pocklington       | KS                |
| Portreath         | 4T                |
| Predannack        | LF                |
| Prestwick         | SC                |
| Rivenhall         | FW                |
| Sandtoft          | OC                |
| Scampton          | IC YF             |
| Shepherd's Grove  | H9                |
| Silverstone       | PI                |
| Skellingthorpe    | G4                |
| Snaith            | 4W                |
| Spilsby           | B6                |
| St Eval           | 2A                |
| Stoney Cross      | X2                |
| Stradishall       | 9F                |
| Sturgate          | OS                |
| Sumburgh          | VV                |
| Swinderby         | CH                |
| Tain              | K9                |
| Tarrant Rushton   | KS                |
| Tempsford         | 6B                |
| Thornaby          | RJ                |
| Topcliffe         | CP                |
| Tuddenham         | CV                |
| Upper Heyford     | IV                |
| Upwood            | CS                |
| Valley            | IN                |
| Waddington        | B7                |
| Waterbeach        | N8                |
| West Malling      | 4K                |
| Wick              | FO                |
| Woodbridge        | A9                |
| Wratting Common   | 3O                |
| Wyton             | B3                |

## United States Army Air Force

### Grupy Bombowe
Samoloty bombowe United States Army Air Force nosiły oznaczenia kodowe zgodne z systemem RAF:

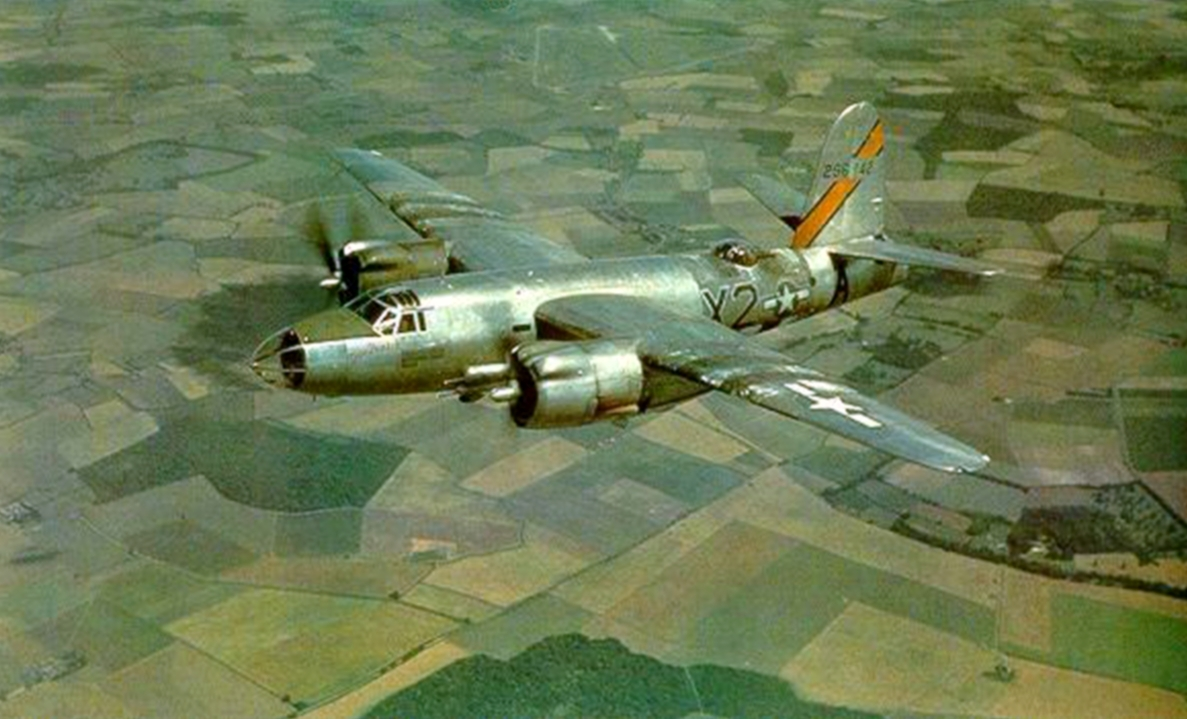
Martin B-26 Marauder z 596 dywizjonu bombowego 397 grupy Bombowej

| Grupa | Oznaczenie kodowe, dywizjon USAAF, okres stosowania, typ samolotu |
| 34    | 8I – 18 Sq., okres powojenny, Boeing B-17 Flying Fortress 3L – 391 Sq., IX.1944-VIII.1945, Boeing B-17 Flying Fortress Q6 – 4 Sq., IX.1944-VIII.1945, Boeing B-17 Flying Fortress R2 – 7 Sq., I.1944-VIII.1945, Consolidated B-24 Liberator |
| 44    | GJ – 68 Sq., III.1944-V.1945, Consolidated B-24 Liberator QK – 506 Sq., III.1943-VI.1945, Consolidated B-24 Liberator NB – 67 Sq., III.1944-V.1945, Consolidated B-24 Liberator WQ – 66 Sq., 1944-1945, Consolidated B-24 Liberator |
| 91    | DF – 324 Sq., XII.1942-IV.1943, Boeing B-17 Flying Fortress LG – 322 Sq., XII.1942-VI.1945, Boeing B-17 Flying Fortress LL – 401 Sq., XII.1942-VI.1945, Boeing B-17 Flying Fortress OR – 322 Sq., X.1942-VI.1945, Boeing B-17 Flying Fortress |
| 92    | NV – 325 Sq., I.1943-VI.1945, Boeing B-17 Flying Fortress PY – 407 Sq., VIII.1942-VII.1945, Boeing B-17 Flying Fortress UX – 327 Sq., I.1943-VII.1945, Boeing B-17 Flying Fortress JW – 236 Sq., od I.1943, Boeing B-17 Flying Fortress |
| 93    | AG – 330 Sq., 1943-VI.1945, Consolidated B-24 Liberator GO – 238 Sq. III.1944-V.1945, Consolidated B-24 Liberator RE – 329 Sq., III.1944-VI.1945, Consolidated B-24 Liberator YM – brak danych |
| 94    | GL – 410 Sq., VI.194.-VI.1944, Boeing B-17 Flying Fortress QE – 331 Sq., IV.1943-XII.1945, Boeing B-17 Flying Fortress TS – 333 Sq., IV.1943-XII.1945, Boeing B-17 Flying Fortress XM – 332 Sq., IV.1943-XII.1945, Boeing B-17 Flying Fortress |
| 95    | BG – 334 Sq., VI.1943-VI.1944, Boeing B-17 Flying Fortress ET – 336 Sq., 1943-1945, Boeing B-17 Flying Fortress OE – 335 Sq., IV.1943-VIII.1945, Boeing B-17 Flying Fortress QW – 412 Sq., V.1943-VIII.1945, Boeing B-17 Flying Fortress |
| 96    | AW – 42 Sq., 1943-1945, Boeing B-17 Flying Fortress BX – 338 Sq., 1943-1945, Boeing B-17 Flying Fortress MZ – 413 Sq., IV.1943-XII.1945, Boeing B-17 Flying Fortress QJ – 337Sq., V.1943-XIII.1945, Boeing B-17 Flying Fortress |
| 100   | EP – 351 Sq., 1944-1945, Boeing B-17 Flying Fortress LD – 418 Sq., III.1944-V.1945, Boeing B-17 Flying Fortress LN – 350 Sq., III.1945-V.1945, Boeing B-17 Flying Fortress XR – 349 Sq., VI.1943-XII.1945, Boeing B-17 Flying Fortress |
| 303   | BN – 359 Sq., XII.1942, Boeing B-17 Flying Fortress GN – 427 Sq., XII.1942-1945, Boeing B-17 Flying Fortress PU – 360 Sq., IX.1942-VI.1945, Boeing B-17 Flying Fortress VK – 358 Sq., IX.1942-VI.1945, Boeing B-17 Flying Fortress |
| 305   | JJ – 422 Sq., XII.1942-VII.1945, Boeing B-17 Flying Fortress KY – 366 Sq., 1942-1945, Boeing B-17 Flying Fortress WF – 364 Sq., IX.1943-VII.1945, Boeing B-17 Flying Fortress XK – 365 Sq., XII.1942-VII.1945, Boeing B-17 Flying Fortress |
| 306   | BO – 368 Sq. XII.1942-1945, Boeing B-17 Flying Fortress GY – 367 Sq., 1943-1945, Boeing B-17 Flying Fortress RD – 423 Sq,. VII.1943-IV.1944, Boeing B-17 Flying Fortress WW – 369 Sq., 1942-XII.1945, Boeing B-17 Flying Fortress |
| 322   | DR – 51 Sq., III.1943-1945, Martin B-26 Marauder ER – 450 Sq., 1943-1945, Martin B-26 Marauder PN – 449 Sq., 1943-1944, Martin B-26 Marauder SS – 451 Sq., brak danych, Martin B-26 Marauder |
| 323   | RJ – 454 Sq., brak danych, Martin B-26 Marauder VT – 453 Sq., brak danych, Martin B-26 Marauder YU – 455 Sq., brak danych, Martin B-26 Marauder WT – 456 Sq., brak danych, Martin B-26 Marauder |
| 344   | K9 – 494 Sq., brak danych, Martin B-26 Marauder N3 – 496 Sq., II.1944-II.1946, Martin B-26 Marauder Y5 – 495 Sq., brak danych, Martin B-26 Marauder 7I – 497 Sq., brak danych, Martin B-26 Marauder |
| 351   | DR – 351 Sq. III.1942-1945, Martin B-26 Marauder RQ – 509 Sq., IV.1943-VI.1945, Boeing B-17 Flying Fortress TU – 510 Sq., IV.1943-VI.1945, Boeing B-17 Flying Fortress YB – 508 Sq., IV.1943-Vi.1945, Boeing B-17 Flying Fortress |
| 379   | FO – 527 Sq., brak danych, Boeing B-17 Flying Fortress FR – 525 Sq., VI.1943-VI.1945, Boeing B-17 Flying Fortress LF – 526 Sq., III-IX.1944, Boeing B-17 Flying Fortress WA – 524 Sq., V.1943-V.1945, Consolidated B-24 Liberator |
| 381   | GD – 534 Sq., 1943-V.1945, Boeing B-17 Flying Fortress MS – 535 Sq., 1943-1945, Boeing B-17 Flying Fortress VE – 532 Sq., VI.1943-VI.1945, Boeing B-17 Flying Fortress VP – 533 Sq., VI.1943-VI.1945, Boeing B-17 Flying Fortress |
| 384   | BK – 564 Sq., brak danych, Boeing B-17 Flying Fortress JD – 545 Sq., 1943-1945, Boeing B-17 Flying Fortress SO – 547 Sq., V.1943-VI.1945, Boeing B-17 Flying Fortress SU – 544 Sq., V.1943-VI.1945, Boeing B-17 Flying Fortress |
| 385   | GX – 548 Sq., brak danych HR – 551 Sq., brak danych SG – 550 Sq., VI.1943-VIII.1945, Boeing B-17 Flying Fortress XA – 549 Sq., VI.1943-VIII.1945, Boeing B-17 Flying Fortress |
| 386   | AN – 553 Sq., od VIII.1944, Martin B-26 Marauder RG – 552 Sq., Martin B-26 Marauder, Douglas A-26 Invader RU – 554 Sq., brak danych, Martin B-26 Marauder YA – 555 Sq., VI.1943-VII.1945, Martin B-26 Marauder |
| 387   | FW – 556 Sq., VII.1943-V.1945, Martin B-26 Marauder KS – 557 Sq., brak danych KX – 558 Sq., brak danych TQ – 559 Sq., brak danych, Martin B-26 Marauder |
| 389   | EE – 567 Sq., brak danych, Consolidated B-24 Liberator HP – 567 Sq., III.1944-VI.1945, Consolidated B-24 Liberator RR – 566 Sq., III.1944-V.1945, Consolidated B-24 Liberator YO – 564 Sq., VI.1943-V.1945, Consolidated B-24 Liberator |
| 390   | BI – 568 Sq,. X.1943-VI.1945, Boeing B-17 Flying Fortress CC – 569 Sq., 1943-1945, Boeing B-17 Flying Fortress DI – 570 Sq., VII.1943-VIII.1945, Boeing B-17 Flying Fortress FC – 571 Sq., X.1943-VI.1945, Boeing B-17 Flying Fortress |
| 391   | 4L – 574 Sq., II.1944-IX.1945, Douglas A-26 Invader O8 – 575 Sq., brak dancyh, Martin B-26 Marauder P2 – 572 Sq., brak dancyh, Martin B-26 Marauder T6 – 573 Sq., brak danych, Martin B-26 Marauder |
| 392   | CI – 576 Sq., VIII.1943-VI.1945, Consolidated B-24 Liberator DC – 577 Sq., VIII.1943-VI.1945, Consolidated B-24 Liberator EC – 578 Sq., III.1944-V.1945, Consolidated B-24 Liberator |
| 394   | H9 – 586 Sq., III.1944-II.1946, Martin B-26 Marauder, Douglas A-26 Invader K5 – 584 Sq., III.1943-XII.1945, Consolidated B-24 Liberator 4T – 585 Sq., brak danych, Martin B-26 Marauder 5W – 587 Sq., brak danych, Martin B-26 Marauder |
| 397   | 6B – 559 Sq., brak danych, Martin B-26 Marauder 9F – 597 Sq., IV.1944-XII.1945, Martin B-26 Marauder U2 – 596 Sq., brak danych, Martin B-26 Marauder X2 – 596 Sq. brak danych, Martin B-26 Marauder |
| 398   | K8 – 602 Sq., brak kdanych, Boeing B-17 Flying Fortress N7 – 601 Sq., IX.1944-IX.1945, Boeing B-17 Flying Fortress N8 – 600 Sq., IV.1944-V.1945, Boeing B-17 Flying Fortress 3O – 601 Sq., IV.1944-VI.1945, Boeing B-17 Flying Fortress |
| 401   | IN – 613 Sq., XII.1943-VI.1945, Boeing B-17 Flying Fortress IW – 614 Sq., XII.1943-VI.1945, Boeing B-17 Flying Fortress IY – 615 Sq., XII.1943-VI.1945, Boeing B-17 Flying Fortress SC – 612 Sq., XI.1943-VI.1945, Boeing B-17 Flying Fortress |
| 409   | D6 – 642 Sq., III.1944-VI.1945, A-20 Havoc 7G – 641 Sq., brak danych, A-20 Havoc, Douglas A-26 Invader 5I – 643 Sq., 1944-1945, A-20 Havoc W5 – 640 Sq., brak danych, A-20 Havoc, Douglas A-26 Invader |
| 410   | 5D – 642 Sq., 1944-1945, brak danych 6Q – 647 Sq., brak danych, A-20 Havoc 8U – 646 Sq., brak danych, A-20 Havoc, Douglas A-26 Invader 7X – 645 Sq., brak danych, A-20 Havoc |
| 416   | 2A – XI.1944, A-20 Havoc, Douglas A-26 Invader 5C – X.1944, A-20 Havoc, Douglas A-26 Invader F6 – III.1944-IX.1945, A-20 Havoc, Douglas A-26 Invader 5H – III.1944-IX.1945, A-20 Havoc, Douglas A-26 Invader |
| 445   | IS – 703 Sq., okres powojenny, Consolidated B-24 Liberator MK – 702 Sq., XII.1943-V.1945, Consolidated B-24 Liberator RN – 700 Sq., III.1944-V.1945, Consolidated B-24 Liberator WV – 702 Sq., XI.1943-V.1945, Consolidated B-24 Liberator |
| 446   | FL – 704 Sq., IV.1944, Consolidated B-24 Liberator HN – 705 Sq., III.1944-VI.1945, Consolidated B-24 Liberator JU – 707 Sq., XII.1943-VII.1945, Consolidated B-24 Liberator RT – 706 Sq., III.1944-V.1945, Consolidated B-24 Liberator |
| 447   | CQ – 708 Sq., XI.1943-VI.1945, Boeing B-17 Flying Fortress IE – 709 Sq., okres powojenny, Boeing B-17 Flying Fortress IJ – 710 Sq., okres powojenny, Boeing B-17 Flying Fortress IR – 711 Sq., okres nieznany, Boeing B-17 Flying Fortress |
| 448   | CT – 712 Sq., XI.1943-VII.1945, Consolidated B-24 Liberator EI – 714 Sq., III-IX.1944, Consolidated B-24 Liberator IG – 713 Sq., III.1944-VII.1945, Consolidated B-24 Liberator IO – 715 Sq., 1944, Consolidated B-24 Liberator |
| 452   | 7D – 731 Sq., brak danych, Boeing B-17 Flying Fortress 6K – 730 Sq., brak danych M3 – 729 Sq., okres powojenny 9Z – 729 Sq., I.1944-VIII.1945, Boeing B-17 Flying Fortress |
| 453   | E3 – 732 Sq., III.1944, Consolidated B-24 Liberator E8 – 733 Sq., III.1944, Consolidated B-24 Liberator F8 – 734 Sq., I.1944-V.1945, Consolidated B-24 Liberator H6 – 735 Sq., III.1944-V.1945, Consolidated B-24 Liberator |
| 466   | 6L – 787 Sq., VI.1944-V.1945, Consolidated B-24 Liberator T9 – 784 Sq., III.1944-VI.1945, Consolidated B-24 Liberator U8 – 786 Sq., III.1944-VII.1945, Consolidated B-24 Liberator 2U – 785 Sq., III.1944-VII.1945, Consolidated B-24 Liberator |
| 467   | A7 – IV.1944-VII.1945, Consolidated B-24 Liberator 6A – 798 Sq., 1944-1945, Consolidated B-24 Liberator Q2 – 790 Sq., III.1944-VII.1945, Consolidated B-24 Liberator X7 – 788 Sq., III.1944-VII.1945, Consolidated B-24 Liberator 4Z – 791 Sq., III.1944-VII.1945, Consolidated B-24 Liberator                                                            |
| 482   | MI – 813 Sq., brak danych, Boeing B-17 Flying Fortress PC – 813 Sq., VIII.1943-VI.1945, Boeing B-17 Flying Fortress, Consolidated B-24 Liberator SI – 814 Sq., brak danych |
| 486   | H8 – 835 Sq., IV-VIII.1944, Consolidated B-24 Liberator, Boeing B-17 Flying Fortress (prawdopodobnie) 4N – 833 Sq., III.1944-VIII.1945, Consolidated B-24 Liberator, Boeing B-17 Flying Fortress 3R – 832 Sq., III.1944-VIII.1945, Consolidated B-24 Liberator 2S – 834 Sq., III.1944-VIII.1945, Consolidated B-24 Liberator, Boeing B-17 Flying Fortress |
| 487   | 2C – 838 Sq., IV.1944-VIII.1945, Consolidated B-24 Liberator 4F – 837 Sq., IV.1944-VIII.1945, Consolidated B-24 Liberator 2G – 836 Sq., brak danych, Consolidated B-24 Liberator, Boeing B-17 Flying Fortress R5 – 839 Sq., IV-VIII.1945, Consolidated B-24 Liberator                                                                                     |
| 489   | 4R – 844 Sq., 844 Sq., V-XI.1944, Consolidated B-24 Liberator 8R – 846 Sq., V-XI.1944, Consolidated B-24 Liberator S4 – 845 Sq., V-XI.1944, Boeing B-17 Flying Fortress T4 – 847 Sq., V-XI.1944, Consolidated B-24 Liberator |
| 490   | 7Q – 850 Sq., IV.1944-VIII.1945, Consolidated B-24 Liberator, Boeing B-17 Flying Fortress S3 – 851 Sq. VIII.1944-VIII.1945, Boeing B-17 Flying Fortress W8 – 849 Sq., IV.1944-VIII.1945, Consolidated B-24 Liberator 7W – 848 Sq., IV.1944-VIII.1945, Consolidated B-24 Liberator                                                                         |
| 491   | 3Q – 852 Sq., VIII.1944-VII.1945, Consolidated B-24 Liberator T8 – 853 Sq., IV.1944-VII.1945, Consolidated B-24 Liberator V2 – 855 Sq., IV.1944-VII.1945, Consolidated B-24 Liberator 6X – 854 Sq., IV.1944-VII.1945, Consolidated B-24 Liberator |
| 492   | 9A – 858 Sq., V-VIII.1944, Consolidated B-24 Liberator 9H – 857 Sq., V-VIII.1944, Consolidated B-24 Liberator X4 – 859 Sq., IV-VIII.1944, Consolidated B-24 Liberator 5Z – 856 Sq., brak danych, Consolidated B-24 Liberator |
| 493   | G6 – 963 Sq., brak danych 8M – 862 Sq., brak danych NG – 860 Sq., brak danych Q4 – 861 Sq., IV.1944-VIII.1945, Boeing B-17 Flying Fortress |

### Grupy Myśliwskie
Samoloty myśliwskie United States Army Air Force nosiły oznaczenia kodowe zgodne z systemem RAF:

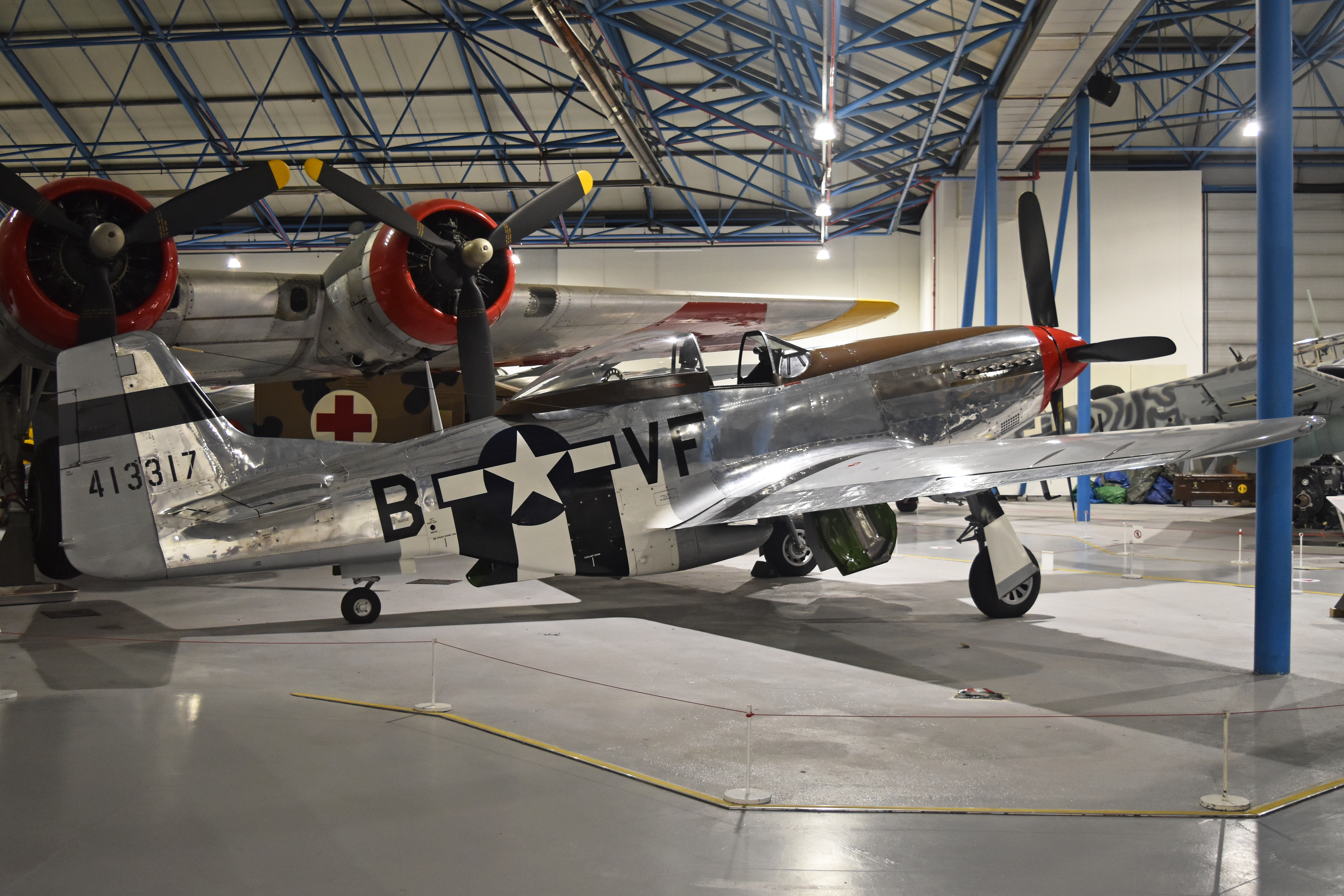
North American P-51D Mustang z 4 Grupy Myśliwskiej

Słynne zdjęcie "The Bottisham Four" z 361 Grupy Myśliwskiej

| Grupa | Oznaczenie kodowe, dywizjon USAAF, okres stosowania, typ samolotu |
| 1     | HV – 27 Sq., II.1943-IX.1945, Republic P-47 Thunderbolt LM – 71 Sq., IX.1942-XII.1942, Lockheed P-38 Lightning UN – 63 Sq., II.1943-IX.1945, Republic P-47 Thunderbolt |
| 4     | AV – 337 Sq., okres nieznany, Republic P-47 Thunderbolt MD – 336 Sq., IX.1942-IV.1943, Supermarine Spitfire QP – 334 Sq., IX.1942-XI.1945, Supermarine Spitfire VF – 336 Sq., III.1943-XI.1945, Republic P-47 Thunderbolt, North American P-51 Mustang WD – 335 Sq., 1942-1945, Republic P-47 Thunderbolt, North American P-51 Mustang XR – 334 Sq., IX.1942, Hawker Hurricane, Supermarine Spitfire |
| 14    | ES – jednostka nieznana, okres nieznany, Lockheed P-38 Lightning |
| 20    | KI – 55 Sq., IX.1943-VI.1944, Lockheed P-38 Lightning LC – 77 Sq., okres nieznany, Lockheed P-38 Lightning, North American P-51 Mustang MC – 79 Sq., II.1944-X.1945, Lockheed P-38 Lightning, North American P-51 Mustang |
| 26    | 6V – 53 Sq., okres nieznany, Republic P-47 Thunderbolt |
| 31    | HL – 308 Sq., VI-X.1942, Supermarine Spitfire MX – 307 Sq., VIII-X.1942, Supermarine Spitfire WZ – 309 Sq., 1942, Supermarine Spitfire |
| 36    | 3T – 22 Sq., okres nieznany, Republic P-47 Thunderbolt |
| 48    | F4 – 492 Sq., III.1944-VIII.1945, Republic P-47 Thunderbolt 6M – 494 Sq., IV.1944-VIII.1945, Republic P-47 Thunderbolt |
| 50    | T5 – 10 Sq., okres nieznany, Republic P-47 Thunderbolt |
| 52    | QP – 2 Sq., 1942, Supermarine Spitfire VF – 5 Sq., 1942-1943, Supermarine Spitfire WD – 4 Sq. VIII-X.1942, Supermarine Spitfire |
| 55    | CG – 38 Sq., IX.1943-VII.1945, Lockheed P-38 Lightning, North American P-51 Mustang CL – 338 Sq., IX.1943-VII.1945, Lockheed P-38 Lightning, North American P-51 Mustang CY – 343 Sq., IX.1943-VII.1945, Lockheed P-38 Lightning, North American P-51 Mustang |
| 56    | HV – 61 Sq., II.1943-IX.1945, Republic P-47 Thunderbolt LM – 62 Sq., I.1943-X.1945, Republic P-47 Thunderbolt UN – 63 Sq., II.193-IX.1945, Republic P-47 Thunderbolt |
| 78    | HL – 83 Sq., ?-VIII.1945, Lockheed P-38 Lightning, Republic P-47 Thunderbolt, North American P-51 Mustang MX – 82 Sq., III.1943-X.1945, Republic P-47 Thunderbolt WZ – 84 Sq., IV.1943-X.1945, Republic P-47 Thunderbolt, North American P-51 Mustang |
| 339   | D7 – 503 Sq., IV.1944-X.1945, North American P-51 Mustang 6N – 505. Sq., IV.1944-X.1945, North American P-51 Mustang 5Q – 504 Sq., IV.1944-X.1945, North American P-51 Mustang |
| 352   | HO – 487 Sq., 1943-1945, Republic P-47 Thunderbolt, North American P-51 Mustang PE – 328 Sq., IV.1944-XI.1945, North American P-51D Mustang PZ – 486 Sq., North American P-51 Mustang |
| 353   | LH – 350 Sq., VI.1943-X.1945, North American P-51 Mustang SX – 352 Sq., VI.1943-X.1945, Republic P-47 Thunderbolt, North American P-51 Mustang YJ – brak danych |
| 354   | AJ – 356 Sq., North American P-51 Mustang, Republic P-47 Thunderbolt FT – 353 Sq., okres nieznany, Republic P-47 Thunderbolt, North American P-51 Mustang |
| 355   | OS – 357 Sq., VII.1943-VII.1945, Republic P-47 Thunderbolt, North American P-51 Mustang WR – 355 Sq., VII.1943-VII.1945, Republic P-47 Thunderbolt, North American P-51 Mustang YF – 358 Sq., VII1943-VII.1945, Republic P-47 Thunderbolt, North American P-51 Mustang |
| 357   | B6 – 363 Sq., okres nieznany, North American P-51 Mustang C5 – 364 Sq., okres nieznany, North American P-51 Mustang G4 – 362 Sq., 1943-1945, North American P-51 Mustang |
| 358   | CH – 365 Sq., X.1943-XI.1945, Republic P-47 Thunderbolt, North American P-51 Mustang CP– 367 Sq., okres nieznany, Republic P-47 Thunderbolt IA – 366 Sq., 1944, Republic P-47 Thunderbolt |
| 359   | CR – 370 Sq., okres nieznany, Republic P-47 Thunderbolt CS – 370 Sq., okres nieznany, North American P-51 Mustang CV – 368 Sq. okres nieznany, Republic P-47 Thunderbolt, North American P-51 Mustang IV – 369 Sq., okres nieznany, North American P-51 Mustang |
| 361   | B7 – 374 Sq., okres nieznany, Republic P-47 Thunderbolt, North American P-51 Mustang E2 – 357 Sq., I.1944-1945, Republic P-47 Thunderbolt, North American P-51 Mustang E9 – 376 Sq., I.1944-1945, Republic P-47 Thunderbolt, North American P-51 Mustang |
| 362   | B8 – 379 Sq., okres nieznany, Republic P-47 Thunderbolt E4 – 377 Sq. (N), XII.1943-V.1945, Republic P-47 Thunderbolt G8 – 378 Sq., XII.1943-1945, Republic P-47 Thunderbolt |
| 363   | A9 – 380 Sq., 1944, North American P-51 Mustang B3 – 381 Sq., okres nieznany, North American P-51 Mustang C2 – 396 Sq., okres nieznany, Republic P-47 Thunderbolt C3 – 382 Sq., XII.1943-1945, North American P-51 Mustang |
| 364   | 5E – 857 Sq., okres nieznany, Lockheed P-38 Lightning, North American P-51 Mustang N2 – 383 Sq., II. 1944-XI.1945, Lockheed P-38 Lightning, North American P-51 Mustang 5Y – 364 Sq., XI.1943-II.1945, Lockheed P-38 Lightning, North American P-51 Mustang |
| 365   | B4 – 387 Sq., okres nieznany, Republic P-47 Thunderbolt C4 – 388 Sq., okres nieznany, Republic P-47 Thunderbolt D5 – 386 Sq., V.1943-IX.1945, Republic P-47 Thunderbolt |
| 366   | A8 – 391 Sq., okres nieznany, Republic P-47 Thunderbolt B2 – 390 Sq., okres nieznany, Republic P-47 Thunderbolt |
| 367   | 4N – 394 Sq., okres nieznany, Lockheed P-38 Lightning, Republic P-47 Thunderbolt |
| 368   | A6 – 395 Sq., okres nieznany, Republic P-47 Thunderbolt A7 – 395 Sq., okres nieznany, Republic P-47 Thunderbolt C2 – 396 Sq., okres nieznany, Republic P-47 Thunderbolt D3 – 397 Sq., I.1944-VIII.1946, Republic P-47 Thunderbolt |
| 370   | E6 – 402 Sq., II.1944-VIII.1945, Lockheed P-38 Lightning, Republic P-47 Thunderbolt 7F – 401 Sq., okres nieznany, Lockheed P-38 Lightning, Republic P-47 Thunderbolt, North American P-51 Mustang |
| 373   | R3 – 412 Sq., 1944-1945, Republic P-47 Thunderbolt V5 – 411 Sq., okres nieznany, Republic P-47 Thunderbolt |
| 406   | L3 – 512 Sq., okres nieznany, Republic P-47 Thunderbolt O7 – 514 Sq., okres nieznany, Republic P-47 Thunderbolt |
| 474   | F5 – 429 Sq., III.1944-XI.1945, Lockheed P-38 Lightning |
| 479   | 9B – 436 Sq., okres nieznany, Lockheed P-38 Lightning, North American P-51 Mustang J2 – 435 Sq., V.1944-XI.1945, Lockheed P-38 Lightning, North American P-51 Mustang L2 – 434 Sq., IX.1944-IX.1945, North American P-51 Mustang |
| 495   | DQ – 551 Sq., XII.1943-V.1945, Lockheed P-38 Lightning, Republic P-47 Thunderbolt VM – 552 Sq., XII.1943-VI.1945, Republic P-47 Thunderbolt |
| 496   | B9 – 554 Sq., brak danych, Lockheed P-38 Lightning C7 – 555 Sq., XII.1943-VI.1945, Lockheed P-38 Lightning, North American P-51 Mustang |